# Проспект Героев Харькова
Проспе́кт Геро́ев Ха́рькова (укр. Проспект Героїв Харкова, до 2022 года — Московский проспект) — самая протяжённая улица в Харькове, длиной более 18 км. Берёт начало из центра города от площади Конституции и заканчивается вскоре после пересечения с окружной автодорогой, переходя в автомагистраль М-03 E 40. Вдоль проспекта Героев Харькова находятся жилые массивы Красный Луч, Новые Дома, ХТЗ, Восточный и Горизонт (укр. Обрій). Множество крупных предприятий города построено вдоль проспекта, за что он в советское время часто назывался «аллея гигантов».

## Название
Своим прежним названием проспект обязан старой дороге на Москву, вдоль которой он и застраивался. С течением времени проспект удлинялся, занимая территорию вначале старой Московской дороги (XVII — середина XIX века), а потом и Чугуевской дороги (Чугуевский шлях), позже ставшей Чугуевским шоссе (середина XIX века — середина XX века). На протяжении своего существования нынешний проспект состоял из нескольких улиц, менявших свои названия. До 1919 года состоял из трёх частей: Московская (Новомосковская) улица (от Николаевской площади до моста через реку Харьков), Старомосковская улица (от моста до Конной площади) и Корсиковская улица. В 1919 году Московская улица была переименована в улицу 1 Мая. Старомосковская улица и Корсиковская улица остались без изменений. В начале 1930-х годов все три улицы были объединены в проспект Сталина. В конце 1950-х годов проспект получил название Московский проспект.

## Административно-территориальное деление
Проспект Героев Харькова пересекает почти весь город с запада на восток, проходя через 6 городских районов. Нечётная сторона проспекта от площади Конституции до Харьковского моста принадлежит Киевскому району. К Салтовскому району относится сквер ДК ХЭМЗ и само здание дома культуры, расположенное по чётной стороне, и все здания по нечётной стороне от Харьковского моста до улицы Энергетической (район завода Турбоатом и одноимённой станции метро). К Основянскому району относится чётная сторона проспекта от площади Конституции до площади Защитников Украины. От площади Защитников Украины до улицы Энергетической строения чётной стороны принадлежат к Слободскому району. Территорию Немышлянского района проспект пересекает начиная с Энергетической улицы и заканчивая Северной улицей (Пантелеймона Свистуна) район станции метро «Имени А. С. Масельского» и завода ХТЗ). От Северной улицы и до выезда из города проспект проходит по территории Индустриального района.

## История
Улица первоначально представляла собой дорогу на Москву, возникшую сразу же при строительстве Харьковской крепости. Дорога начиналась от Московской проездной башни и шла к деревянному мосту через реку Харьков. В конце XVII века за рекой находилась застава от чумы. Застройка начала современной улицы, расположенной на Подоле к западу от реки, шла на протяжении XVII—XVIII веков. В 1730—1740-е годы началось заселение восточного берега реки — Захарькова. В это время в районе современных Площади Героев Небесной сотни и Фейербаха (Вознесенской) находился въезд в город. За городом вдоль дороги находилась Немышлянская слобода с хуторами. На её территории слева от дороги располагалось кладбище для жителей Захарькова, а также ветряная мельница и пивоваренный завод Искры; а справа — хутор Заводский.
Московская улица проходила в низменной части города возле реки и в дождливую погоду становилась почти непроезжей. Самым ранним известным распоряжением по улучшению дорожного покрытия улицы является распоряжение губернской канцелярии 1770 года, по которому предписывалось гатить топкие места фашинником с песком, а вдоль дороги прокопать водоотводные канавы, укрепив их плетнём или тыном. Проблема усугублялась постоянным весенним половодьем реки Харьков, заливавшей ближние части Московской и Старомосковской улиц. Некоторые особо мощные наводнения разрушали даже дома и мосты, а более мелкие смывали гати, мощение улиц, размывали водоотводные канавы и оставляли после себя кучи грязи. Крупное наводнение 1785 года разрушило Харьковский мост, в результате чего пришлось срочно возводить новый. В этом же году в рамках подготовки к проезду императрицы Екатерины II через город были начаты работы по выравниванию улицы и замощению её камнем, но из-за отсутствия вблизи города каменоломен с твёрдым камнем был использован песчаник или кирпич, что привело к необходимости уже в 1788 году снова мостить улицу фашинником с песком. Также на улице при въезде в город были возведены большие каменные триумфальные ворота. Генерал-губернатором в 1786 году было приказано многим домовладельцам на улице перестроить свои дома, заменив часть их на каменные, остальным же обновить заборы, отремонтировать фасады, побелить их, а крыши покрасить в красный цвет. В реальности же мало что удалось выполнить из запланированного, так как домовладельцев обязали выполнять все работы за свой счёт.
Первые три десятилетия XIX века улица почти ежегодно мостилась фашинником с песком. Только в 1828 году по распоряжению губернатора Грибовского был куплен в Салтове камень и им замощён участок возле почтовой конторы, где позже было выстроено здание Первой мужской гимназии. Но с уходом губернатора с должности мощение камнем улицы прекратилось.

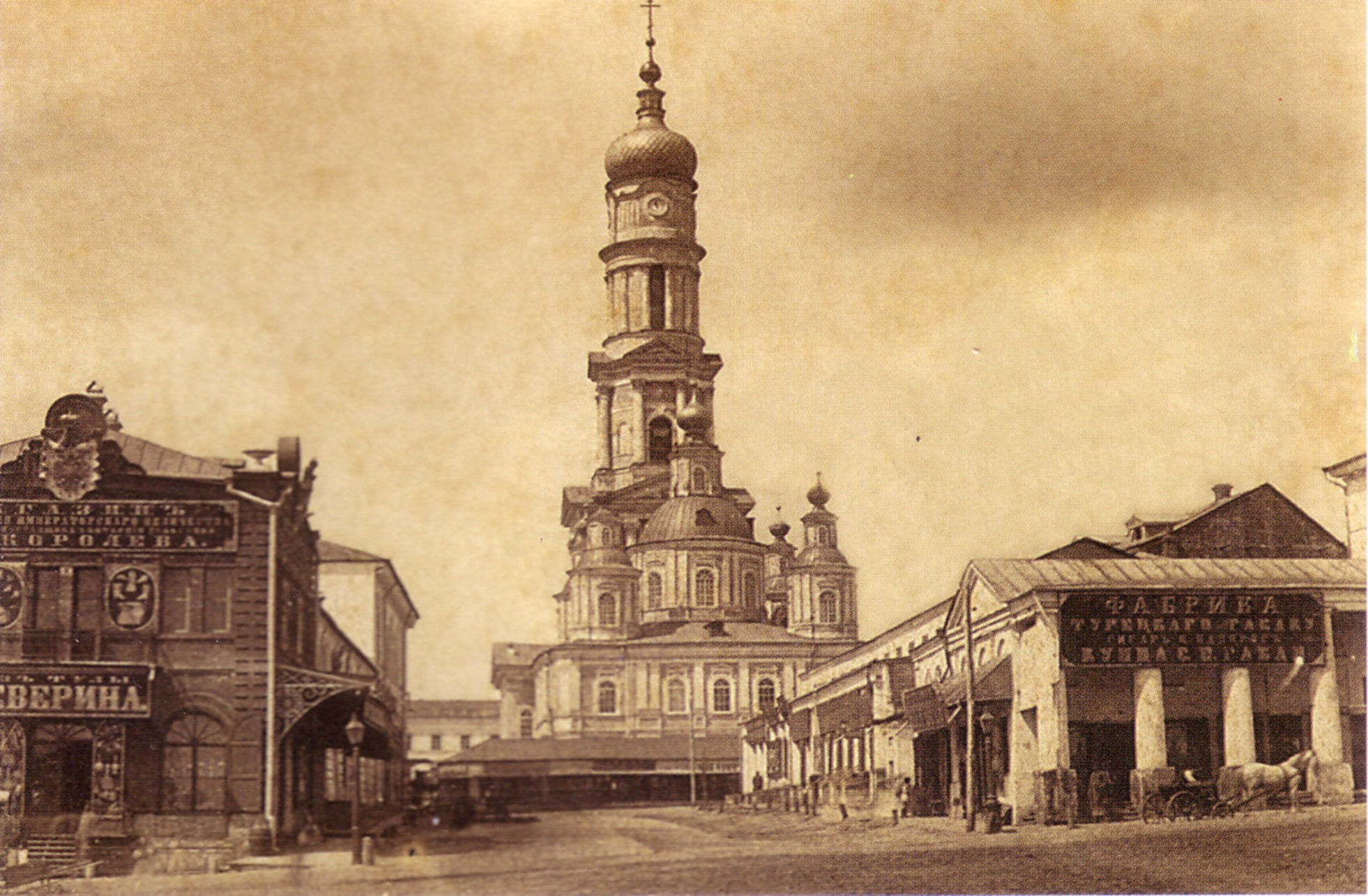
Вид с Московской улицы через начало Николаевской площади и Шляпный переулок на Успенский собор. Фото 1860-х годов

В 1826 году на всей Старомосковской улице было всего лишь два каменных дома: дом у заставы при въезде в город, в котором в 1830 году расположили холерный карантин, и частный дом у Харьковского моста. 2 января 1837 года вышло «Положение об устройстве губернского города Харькова». Согласно ему, все строения должны были проходить согласование в Комитете обустройства города Харькова. Кроме согласования при строительстве новых домов, комитет также мог назначить старые ветхие дома под снос. На Московской улице был введён полный запрет на строительство деревянных домов.
В 1837 году начались масштабные работы по реконструкции Московской улицы — от Николаевской площади (нынешняя Площадь Конституции) до моста замостили улицу булыжником, по обеим сторонам улицы впервые в городе проложили каменные тротуары. Также были проложены водостоки и вкопаны две подземные деревянные трубы для отвода дождевых вод. В этом же году был замощён небольшой участок Старомосковской улицы от моста до почтовой конторы. В 1840 году сделали освещение улицы с использованием 38 масляных фонарей, размещённых на высоких деревянных столбах. Фонари поначалу зажигали только с сентября по май в самые тёмные безлунные или пасмурные ночи с таким расчётом, чтобы их зажигать только половину ночей в месяц.
В 1845 году в здании возле Харьковского моста на восточном берегу реки была открыта Первая харьковская мужская гимназия (дом № 26). В 1851 году начал работу механический завод Эдельберга (дом № 24). В 1861 году в районе Конной площади открылся чугунолитейный завод Вестберга. В 1871 году было сделано газовое освещение всей Московской улицы, а также участка Старомосковской улицы до Михайловской площади. В 1877 году в здании на Вознесенской площади началось обучение в шестиклассном реальном училище.
В 1879 году на углу Московской улицы киевский революционер-террорист Григорий Давыдович Гольденберг убил харьковского генерал-губернатора князя Дмитрия Кропоткина — двоюродного брата знаменитого революционера-анархиста Петра Кропоткина. Гольденберг запрыгнул на подножку кареты князя, выстрелил в окно, в упор, соскочил и скрылся. Это покушение оказало решающее влияние на решение Народной воли об убийстве царя Александра II 1 марта 1881 года.
В 1882 году был основан завод сельскохозяйственных машин и орудий. В 1883 году пустили линию конки, проходившую от здания биржи на Николаевской площади до Конной улицы (ныне улица Богдана Хмельницкого). В 1884 году линию продлили до Конной площади. В конце XIX века путём устройства системы подземных керамических труб был наконец-то полностью осушён участок Московской улицы перед Харьковским мостом, куда стекали дождевые воды с большей части нагорного центра.
В 1896 году городской думой было принято решение об полном запрете в центре города строительства деревянных домов. Требование строительства только каменных домов касалось как всей Московской улицы (запрет уже действовал с 1837 года), так и части Старомосковской — от Харьковского моста до площадей Вознесенской и Михайловской.
В этом же 1896 году в Харькове состоялась первая демонстрация кинематографа. Целое десятилетие показы не носили систематического характера, но начиная с 1906 года в городе начинает появляться большое количество стационарных кинотеатров, открываемых преимущественно в реконструированных арендуемых помещениях. Первым кинотеатром, появившимся на Московской улице, стал «Аполло», открытый в доме № 8 20 октября 1907 года. Его владельцем был продюсер и прокатчик Дмитрий Иванович Харитонов. С небольшим перерывом в том же году открылся кинотеатр «Модерн» (9 ноября — Московская улица, 6), а затем и «Весь мир» (26 декабря — Московская улица, 15). В дореволюционный период также были открыты «Иллюзия» (Московская улица, 4), «Метеор» (Московская улица, 8), «Мишель» (Московская улица, 6) и «Помпей» (Московская улица, 32).

Начало проспекта Героев Харькова от площади Конституции
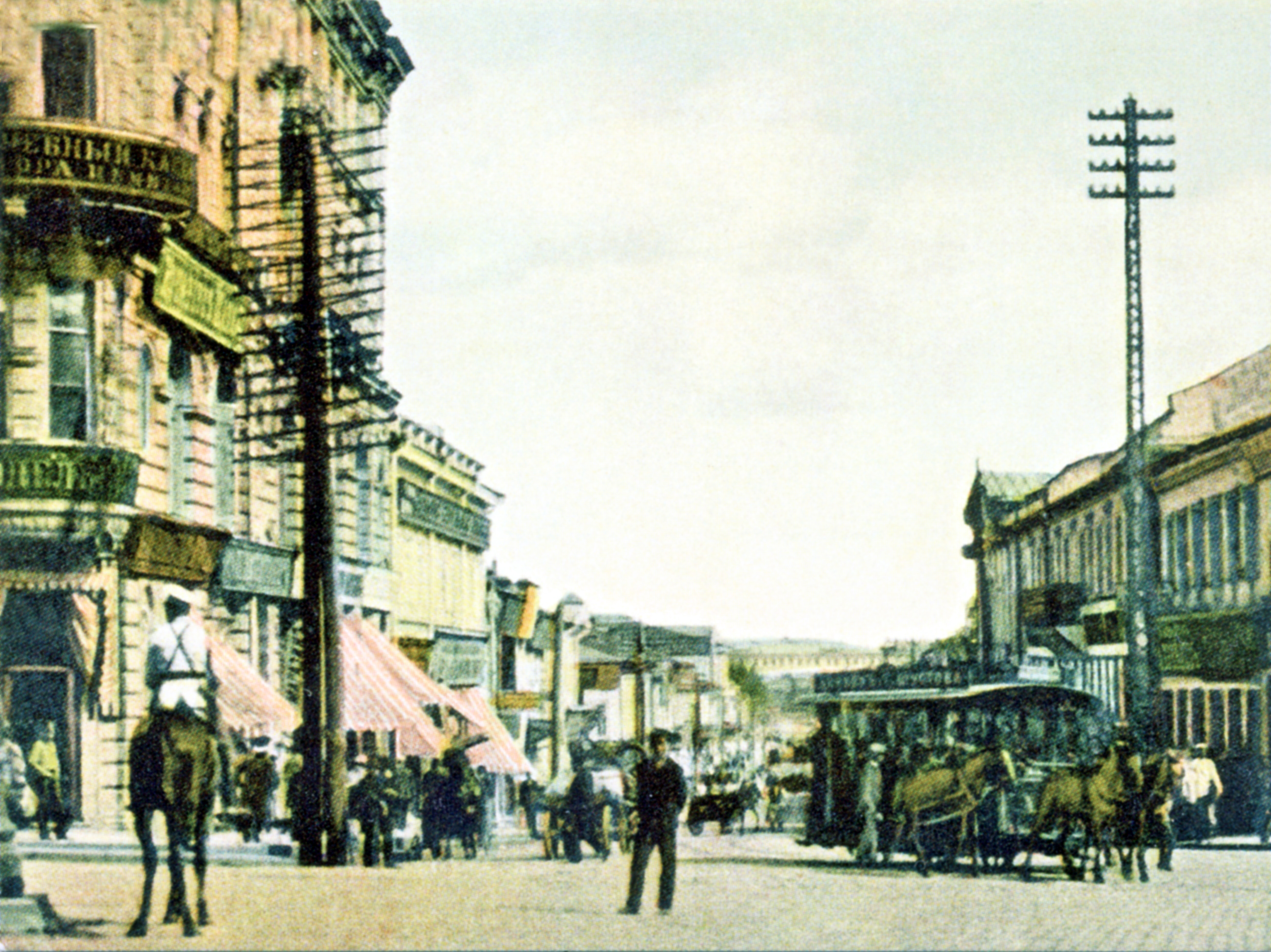
Фотография начала XX века
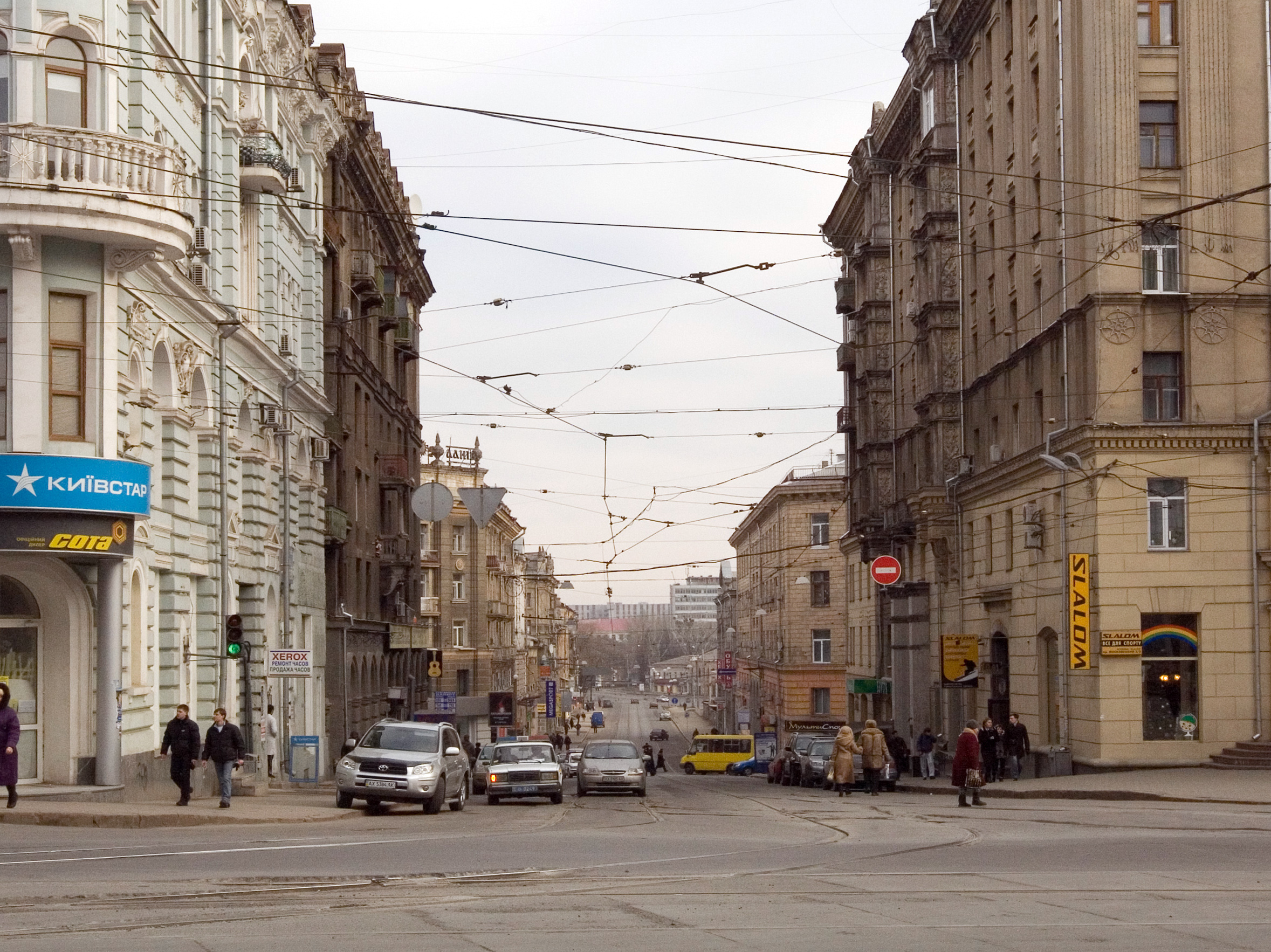
Фотография начала XXI века

В начале XX века в районе Конной площади был построен ряд каменных сооружений. Напротив площади были сооружены казармы для Тамбовского полка. В 1903 году обществом распространения в народе грамотности на благотворительные пожертвования горожан был сооружён харьковский Народный дом. Народный дом, архитектором которого был А. А. Венсан, имел два зала и библиотеку. В 1910 году был построен небольшой стадион, на котором в 1911 году прошла первая в городе международная футбольная встреча с английским клубом, на которой победу завоевала сборная Харькова. В 1915 году был основан Харьковский электромеханический завод, построенный на базе эвакуированного из Риги в связи с Первой мировой войной завода Всемирной электрической компании (ВЭК).
23 марта 1919 года конка была полностью закрыта. 23 октября 1923 года закончено переоборудование и проведена электрификация бывшей линии конки по улицам 1 мая и Старомосковской до Конной площади. Конечную станцию на линии перенесли с площади дальше в восточном направлении к зданию бывшего Народного дома. Открыт маршрут № 6А площадь Розы Люксембург — Краснозаводский рабочий театр. В 1926 году трамвайный маршрут № 6 площадь Розы Люксембург — Ивановка объединён с маршрутом № 6А. Новый маршрут получил № 6. На протяжении 1927—1928 годов была осуществлена перешивка линии на Московском проспекте с узкой (1000 мм) на широкую колею (1524 мм). 10 ноября 1927 года был построен ещё один небольшой участок трамвая от железнодорожной линии в районе завода «Серп и молот» до завода «ХЭМЗ». После строительства Корсиковского путепровода в 1928 году построенный участок соединили с основной трамвайной сетью, и в июле по нему были пущены изменённые маршруты № 4 (Новосёловка — Заиковская улица, Корсиковская улица — Заводы) и № 6 (Холодная гора — Центр — Заводы).
В ноябре 1922 года «Товарищество М. Гельферих-Саде» было преобразовано в государственный завод сельскохозяйственного машиностроения «Серп и молот». 13 ноября 1923 года был создан Харьковский велосипедный завод имени Г. И. Петровского. В апреле 1929 года в районе нынешнего пересечения с проспектом Льва Ландау началось строительство Турбогенераторного завода имени С. М. Кирова, завершившееся в 1934 году. В 1930 году возле железнодорожной станции Лосево, находившейся в то время за городской чертой Харькова, началось строительство Харьковского тракторного завода (ХТЗ), которое было завершено 26 сентября 1931 года. В 1933 году был основан завод «Кондиционер». В 1935 году возле тракторного завода был построен Харьковский ордена Октябрьской Революции станкостроительный завод имени С. В. Косиора, который начал производство 1 января 1936 года.
В феврале 1930 года началось строительство линии трамвая по проспекту в направлении ХТЗ, окончившееся 30 июля 1931 года открытием линии по проспекту Сталина от ХЭМЗа до пересечения с железнодорожной линией возле строящегося тракторного завода (район нынешнего Лосевского путепровода и станции метро «Имени А. С. Масельского»). При этом был открыт маршрут № 18 Заводы — ХТЗ. 1 октября 1931 года линия была продлена до конечной «ХТЗ». В 1934 году трамвайные маршруты № 4 и № 6 были продлены от ХЭМЗ до Турбинного завода, где в районе нынешнего пересечения с проспектом 50-летия СССР был построен оборотный треугольник. В 1940 году в районе Селекционной станции был построен дополнительный разворотный круг с конечной «Новые дома», куда были продлены маршруты № 4, 6 и 16.
Во время Второй мировой войны промышленные предприятия, располагавшиеся на проспекте, были эвакуированы. После освобождения Харькова началось восстановление старых заводов и строительство новых, восстановление мостов и инфраструктуры городского электротранспорта. 30 августа 1943 года был восстановлен Харьковский мост, 19 августа 1944 года заново построен Корсиковский путепровод. В 1946 году полностью восстановлен турбинный завод, основан завод тяжёлого машиностроения «Электротяжмаш» и введён в строй плиточный завод. В ноябре 1947 года начал работу подшипниковый завод, мастерские треста «Южмонтажстрой» были преобразованы в Харьковский завод металлоконструкций.
14 августа 1948 года по проспекту Сталина от Армянского переулка через Харьковский мост до улицы Евгении Бош (нынешней Богдана Хмельницкого) была построена троллейбусная линия, по которой пустили маршрут № 3 Вокзал — Театр «Победа». В декабре 1949 года был построен участок от перекрёстка с улицей Броненосца «Потёмкин» до Велозавода. В 1950 году линия была продлена до перекрёстка с Энергетической улицей, куда были продлены маршруты № 3 Вокзал — ХТГЗ и № 4 Горпарк — ХТГЗ.
22 августа 1953 года был открыт участок трамвайной линии от тракторного завода до плиточного. По нему пущены изменённые маршруты № 9 Вокзал ЮЖД — Плиточный завод и № 20 Горпарк — Плиточный завод. В 1954 году к 300-летию объединения Украины и России завершили строительство нового бетонного моста через реку Харьков. В 1959 году троллейбусная линия на проспекте продлена от «ХГТЗ» далеко на восток до Плиточной улицы.
В 1968 году на проспекте был открыт на то время крупнейший в городе универмаг «Харьков», расположенный в районе площади Восстания. С началом строительства метрополитена в августе 1968 года в районе плиточного завода была начата стройка промышленной базы Харьковметростроя: ЖБК, склады материалов, мастерские ремонта проходческого оборудования.
23 августа 1975 года при открытии первого пускового участка Холодногорско-Заводской линии Харьковского метрополитена на проспекте открылась первая станция метро — «Московский проспект» (ныне «Турбоатом»). Станция располагается в районе завода «Турбоатом» и пересечения с проспектом Льва Ландау. 23 августа 1978 года при открытии второго пускового участка Холодногорско-Заводской линии на проспекте открылись ещё 5 станций: «Комсомольская» (ныне «Дворец Спорта» при пересечении с проспектом Петра Григоренко), «Советской армии» (ныне «Армейская» пересечение с улицей Ощепкова), «Индустриальная» (ныне «Имени А. С. Масельского», расположенная возле Лосевского путепровода), «Тракторный завод» (пересечение с проспектом Архитектора Алёшина) и «Пролетарская» (ныне «Индустриальная» пересечение с Роганской улицей).
1 января 1981 года было закрыто движение трамваев по Московскому проспекту от конечной «Новые дома» до проспекта Тракторостроителей. 1 июня 1988 года для расширения проезжей части по решению горисполкома № 111 от 12 апреля 1988 года этот участок был демонтирован.
6 мая 1995 года при пуске первой очереди Алексеевской линии метро была открыта станция «Площадь Восстания» (ныне «Защитников Украины»), расположенная при пересечении Московского проспекта и площади Защитников Украины, улиц Броненосца Потёмкина и Молочная.
8 мая 1996 года началась эксплуатация троллейбусной линии от Плиточной улицы до микрорайона Горизонт. По ней пущен маршрут № 46 Улица 12-го апреля — Микрорайон Горизонт.
С 15 июля 1999 года было прекращено движение трамваев на участке от улицы Академика Волкова (Морозова?) до конечной «Новые дома» и был начат демонтаж путей.
23 июня 2004 года Харьковский горсовет утвердил генеральный план города Харькова до 2026 года. Согласно генплану, на Московском проспекте планируется построить двухуровневые развязки на пересечениях с улицей Академика Павлова, бульваром Богдана Хмельницкого, проспектом Архитектора Алёшина и Плиточной улицей. Также планируется построить дополнительный выезд с расширяемого микрорайона Горизонт и в районе ХТЗ и Рогани застроить часть санитарной лесополосы, расположенной к югу от проспекта, высотными жилыми домами. 11 мая 2022 года, в связи со вторжением России в Украину, Московский проспект переименовали в проспект «Героев Харькова».

## Здания

### XVIII век — первая половина XX века

Дом № 40/42

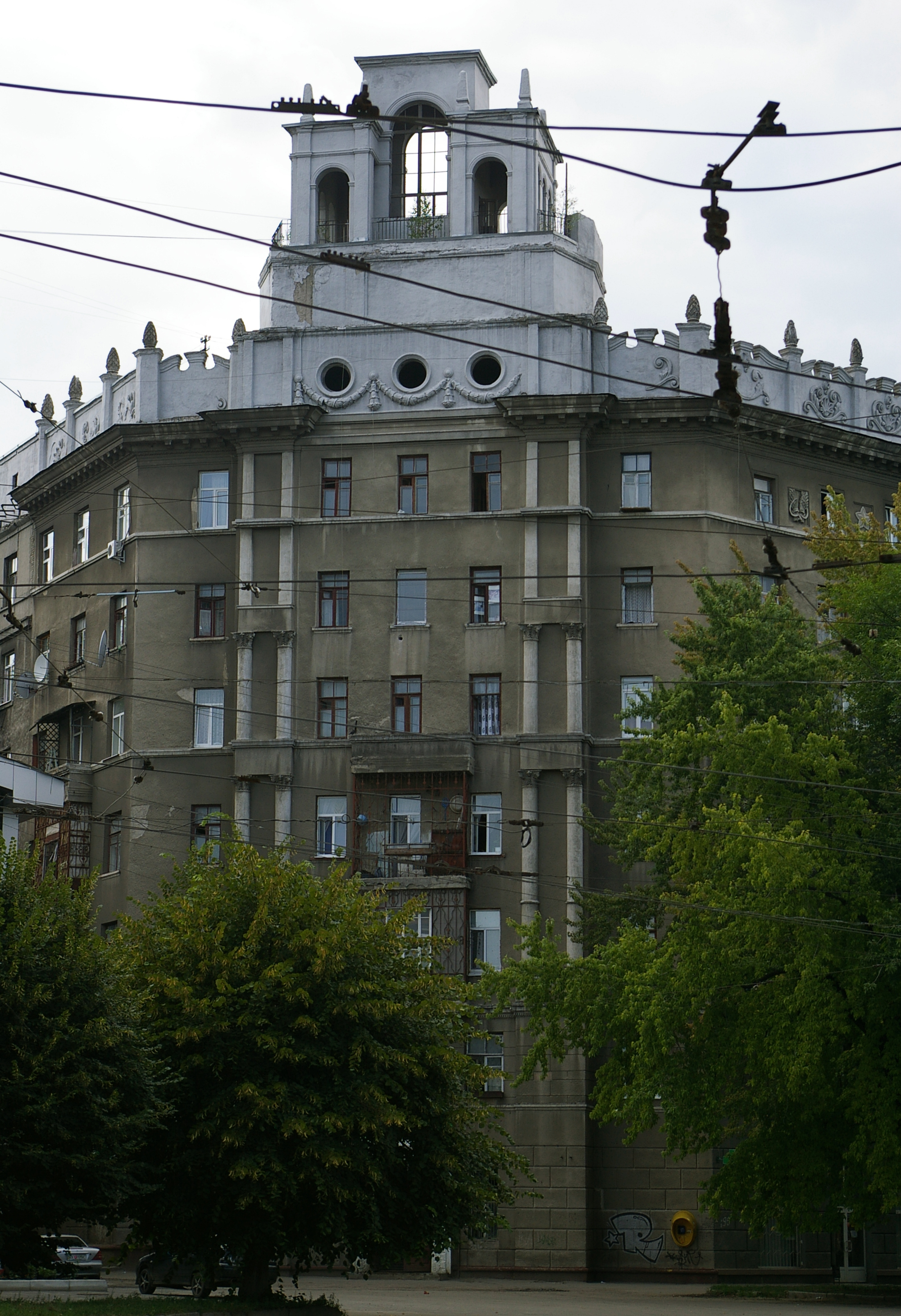
Дом № 96

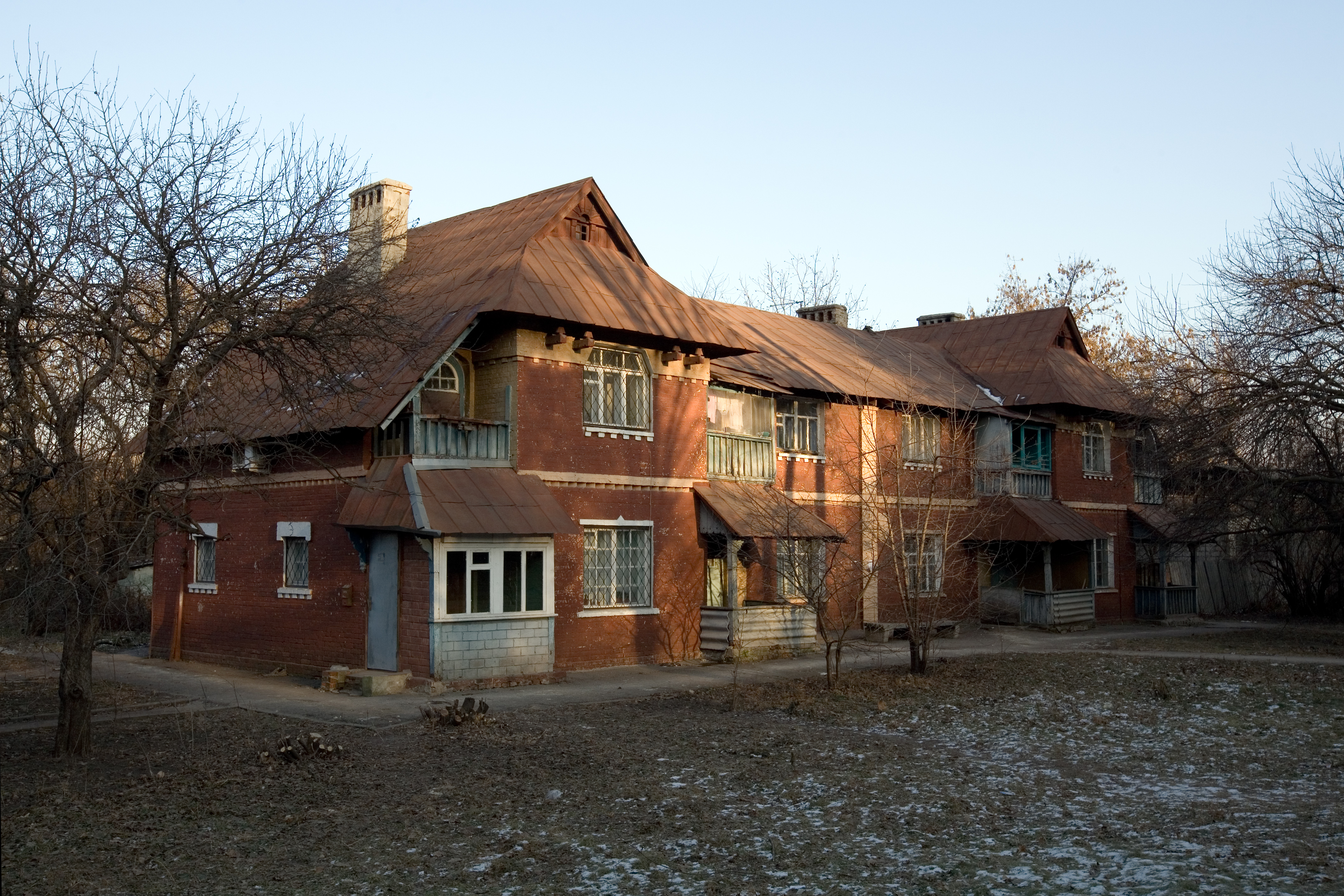
Один из сохранившихся коттеджей

Дома, имеющие историческое или архитектурное значение, построенные на протяжении XVIII — первой половины XX века:
- Дом № 1 (№ 12 по пл. Конституции). Здание расположено на углу площади Конституции и проспекта Героев Харькова. На этом месте существовал одноэтажный деревянный дом XVIII века — «братский двор», принадлежавший Успенскому собору. Здание было разломано в 1837 году и на его месте был построен балаган с лавками, который простоял до сноса в 1844 году по приказу губернатора Муханова. На его месте было решено построить новый каменный дом. Первоначально планировалось построить двухэтажный дом с размещением на первом этаже магазинов, а на втором квартир для соборного причта. В дальнейшем же было решено построить более вместительный четырёхэтажный дом с подвалом. Строительство началось в 1845 и закончилось в 1849 году, что обошлось собору в 20 тысяч рублей. В 1900 году здание было реконструировано.
- Дом № 7. Построен в 1907 году. Архитектором здания был Л. К. Тервен. Первоначально использовался в качестве жилого дома. В настоящий момент в нём расположен Государственный областной архив.
- Дом № 9/1. Двухэтажный жилой дом, построенный в 1809 году. Насчёт авторства проекта здания нет единого мнения: высказываются как предположения о том, что это был архитектор Е. А. Васильев[13], так и мнение, что это был П. А. Ярославский[1]. По фасаду расположен ряд каннелюрованных пилястр ионического ордера. Внешний вид здания изменился по сравнению с первоначальным. На закруглённом углу дома со стороны пересечения Московского проспекта и Слесарного переулка раньше был ажурный металлический балкон. Узкие окна первого этажа были заменены на большие витрины.
- Дом № 17. Жилой дом. Начало XX века.
- Дом № 24. Здание Первой мужской гимназии, построенное на бывшей Старомосковской улице на восточном берегу реки Харьков. В большинстве источников указывается, что оно было возведено в 1845 году[1][13][14] архитектором Н. И. Ашитковым[1], по другим же — намного ранее в 1814 году архитектором И. Вателетом по проекту архитектора Е. А. Васильева[15]. До него на этом месте в конце XVIII — начале XIX века располагался каменный почтовый двор. Двухэтажный дом гимназии выдержан в стиле русского ампира, подвергался нескольким реконструкциям с целью увеличения вместимости, в результате чего расширялся в сторону реки, вдоль проспекта и вглубь двора. Улица, проходящая по набережной, получила название Гимназической (в советское время Красношкольная набережная). Главный вход со стороны проспекта выделен массивным шестиколонным портиком. Над ним возвышается ступенчатый парапет. По всему фасаду между оконными проёмами расположены строго выдержанные пилястры. Окна обрамлены наличниками. В настоящий момент в здании расположен Харьковский индустриально-педагогический техникум.
- Дом № 33. Жилой дом. Построен в 1913 году архитектором И. И. Загоскиным.
- Дом № 36. Жилой дом, построенный в 1838 году архитектором А. А. Тоном. Двухэтажный дом имеет нечётное число окон на втором этаже. Окна не широкие, их ширина в полтора-два раза меньше высоты. Над оконными проёмами расположены каменные замки или сандрики. Рустованный первый этаж отделён от второго широким скульптурно-растительным орнаментом.
- Дом № 37. Ремесленное училище. Построено в 1894 году архитектором Г. Я. Стрижевским. В настоящий момент в нём расположено 6-я стоматологическая поликлиника Салтовского района.
- Дом № 41. Жилой дом. Построен в 1913 году архитектором И. И. Загоскиным.
- Дом № 44. Жилой дом, построенный в 1838 архитектором А. А. Тоном. При реконструкции, проведённой в 1911 году архитектором М. И. Дашкевичем, фасад был украшен скульптурными медальонами, расположенными между окнами второго этажа. Дом выполнен в стиле русского классицизма.

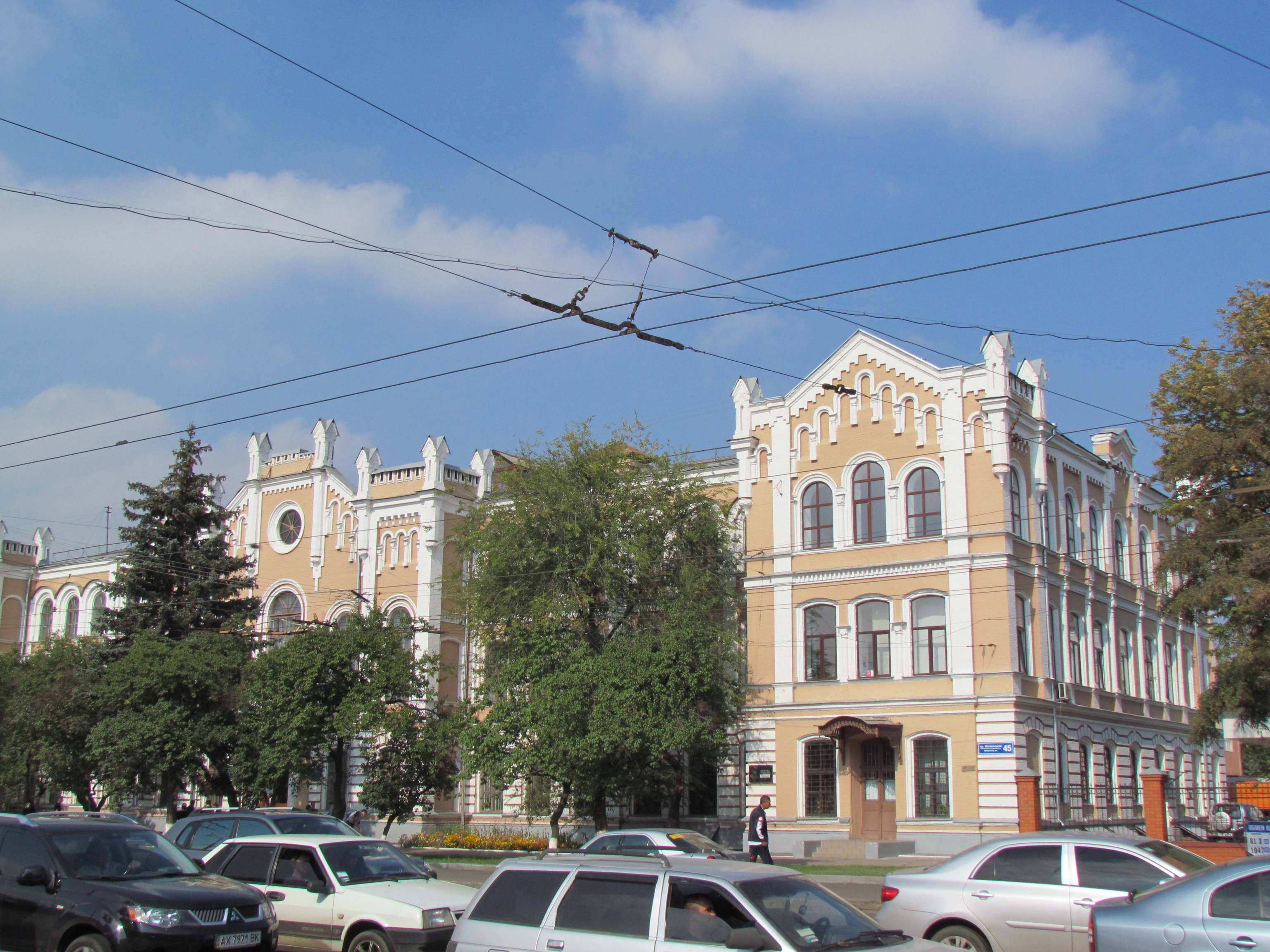
Дом 45, фото 2012 года

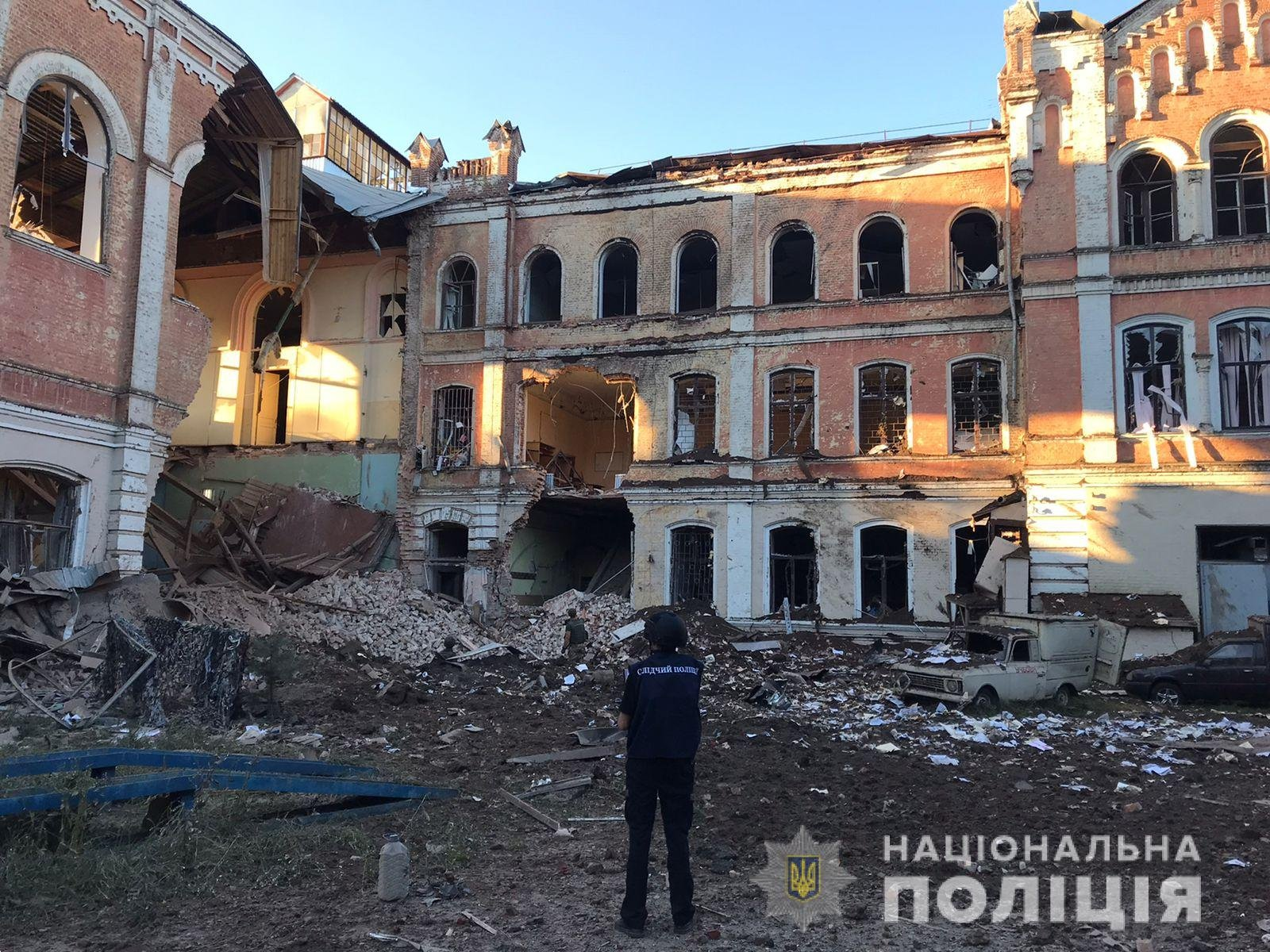
Дом 45 после российского обстрела 29 июля 2022 года во время полномасштабного вторжения путинских войск

- Дом № 45. Первое реальное училище построено в 1877 году архитектором К. А. Толкуновым на Вознесенской площади (ныне площадь Фейербаха). Строительство началось в 1875 году и длилась два года. Губернское земство профинансировало стройку на 80 тысяч рублей, город бесплатно предоставил землю и выделил более 30 тысяч рублей. Через некоторое время после постройки здания со стороны двора была пристроена домовая церковь. Трёхэтажный дом выдержан в стиле классицизма с использованием средневековых романо-готических форм. Фасад украшен аркатурными поясами, в центральной части здания расположено круглое окно. Окна здания обрамлены тонкими колоннами с кубическими капителями. Над ломанным карнизом расположен парапет со столбами, подчёркивающими устремление ввысь. Преподавание в училище велось в подготовительном классе и шести основных. Окончившие первые четыре основных класса могли поступить в юнкерское училище, окончившие шесть классов — в средние учебные заведения. Кроме того, был ещё и дополнительный седьмой класс, предназначенный для подготовки к поступлению в высшие учебные заведения. В настоящий момент в здании расположен технический университет сельского хозяйства.
- Дом № 46. Жилой дом конца XIX века.
- Дом № 52. Дом № 52 Жилой дом начала XX века.

Дом № 52

- Дом № 58. Жилой дом конца XIX века.
- Дом № 60. Жилой дом. Построен в 1907 году предположительно архитектором И. И. Масюковичем.
- Дом № 72. Жилой дом. Построен в 1912 году. Архитекторы: И. И. Загоскин, И. А. Ломаев.

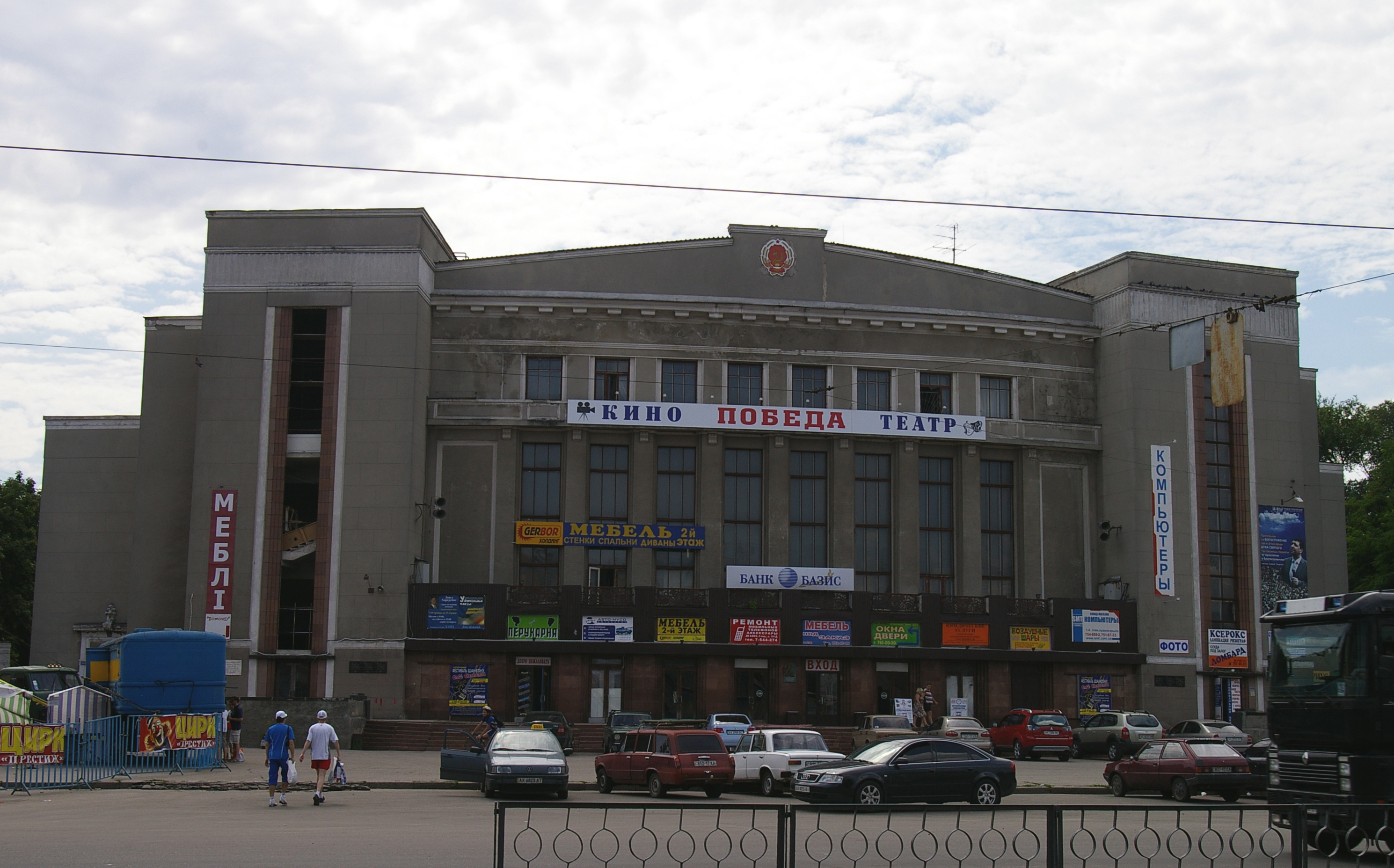
Дворец культуры ХЭМЗ

- Дом № 94. Первоначально на этом месте в 1902 году был сооружён на благотворительные средства Народный дом по проекту архитектора А. А. Венсан. Строительство началось 10 марта 1900 года, а завершилось 3 ноября 1902 года. Народный дом в Харькове был сооружён третьим в стране после строительства подобных зданий в Нижнем Новгороде и Санкт-Петербурге. Дом имел два зала, в которых проходили концерты и читались лекции, библиотеку-читальню, вечерние школы и драматический кружок, руководимый украинским драматургом И. М. Хоткевичем. В народном доме бывал Константин Сергеевич Станиславский. Также несколько раз выступал оперный певец Фёдор Иванович Шаляпин. В 1931 году после сильного пожара здание было снесено. В 1938 году на этом месте было построено новое каменное здание архитекторами В. И. Пушкаревым и В. К. Троценко, инженером М. И. Рязанцевым. Первоначально в здании находился оперный Краснозаводской театр. В 1963 году была произведена реконструкция здания архитекторами П. И. Русиновым и Е. А. Любомиловой. После реконструкции здание стало дворцом культуры Харьковского электромеханического завода (ДК ХЭМЗ). Фасад имеет закруглённую центральную часть, по бокам расположены пилоны лестничных клеток. Во дворце культуры есть зал на 1800 человек и кинозал на 500 зрителей.
- Дом № 124. Жилой дом. Построен в 1929 году. Архитектор — Г. Г. Вегман.
- Дом № 131. Воинская казарма построена в 1900 году для Тамбовского 122-го пехотного полка архитектором М. И. Дашкевичем. Строительство казармы обошлось городу в сумму около 90 тысяч рублей. В советское время Харьковское училище тыла. Снесен летом 2011 года[16].
- Дома № 141 и 143. Дома-коттеджи рабочего посёлка. Посёлок, находившийся на Московском проспекте и Плехановской улице, был построен на протяжении 1923—1924 годов архитектором В. К. Троценко при участии И. Г. Таранова-Белозерова, В. И. Богомолова и П. З. Крупко. Всего было построено 35 подобных домов. Каждый двухэтажный дом имел четыре сблокированные трёхкомнатные квартиры с отдельными входами. У каждой квартиры также была отдельная кухня. Дома имели печное отопление и были подключены к водопроводу, канализации и электрической сети. В стиле зданий архитекторы попытались отразить традиции украинского народного зодчества, применили несложную резьбу на деревянных ограждениях крылец и небольших балконов. В дальнейшем эти два дома было решено не сносить, а оставить в качестве памятника архитектуры 20-х годов XX века.
- Дом № 142. Комплекс двухэтажных зданий «Селекционная станция» построен в 1913 году архитекторами Е. Н. Сердюком и З. Ю. Харманским. Здания выполнены в стиле украинского модерна: крыши имеют уступчатую форму, а у окон скошенные откосы. В настоящий момент в зданиях располагается НИИ растениеводства, селекции и генетики им. В. Я. Юрьева.
- Дом № 145. Женская больница «Женская помощь» построена в 1901 году архитектором В. И. Коляновским. Средства на строительство пожертвовал М. Х. Гельферих. В настоящий момент в здании расположен городской родильный дом № 2 имени М. Х. Гельфериха, а также кафедра акушерства и гинекологии Харьковского института усовершенствования врачей.
- Дом № 191. Жилой дом. Построен в 1927 году архитектором Е. А. Лымарем в стиле конструктивизма.
- Дома № 195 и № 197. В доме № 195 располагалась Николаевская больница, построенная в 1895—1900 годах архитекторами Г. М. Шторхом, А. К. Шпигелем и Б. Н. Корнеенко. В то время она располагалась на окраине города. Первоначально, больница была рассчитана на 100 коек. Дом № 197 построен как «Образцовая рабочая поликлиника» или «Дворец санитарного просвещения» в 1925—1927 годах архитекторами В. А. Эстровичем и А. В. Линецким. Трёхэтажное здание выдержано в стиле, близком к классицизму. Мощный ризалит имеет пять арочных проёмов на первом этаже и четыре колонны на верхних двух. Над треугольным фронтоном, украшенным лепкой, расположен купол. В настоящий момент оба дома продолжают выполнять функции лечебных корпусов Харьковской городской клинической многопрофильной больницы № 17 (№ 195) и 2-й городской клинической больницы (№ 197).

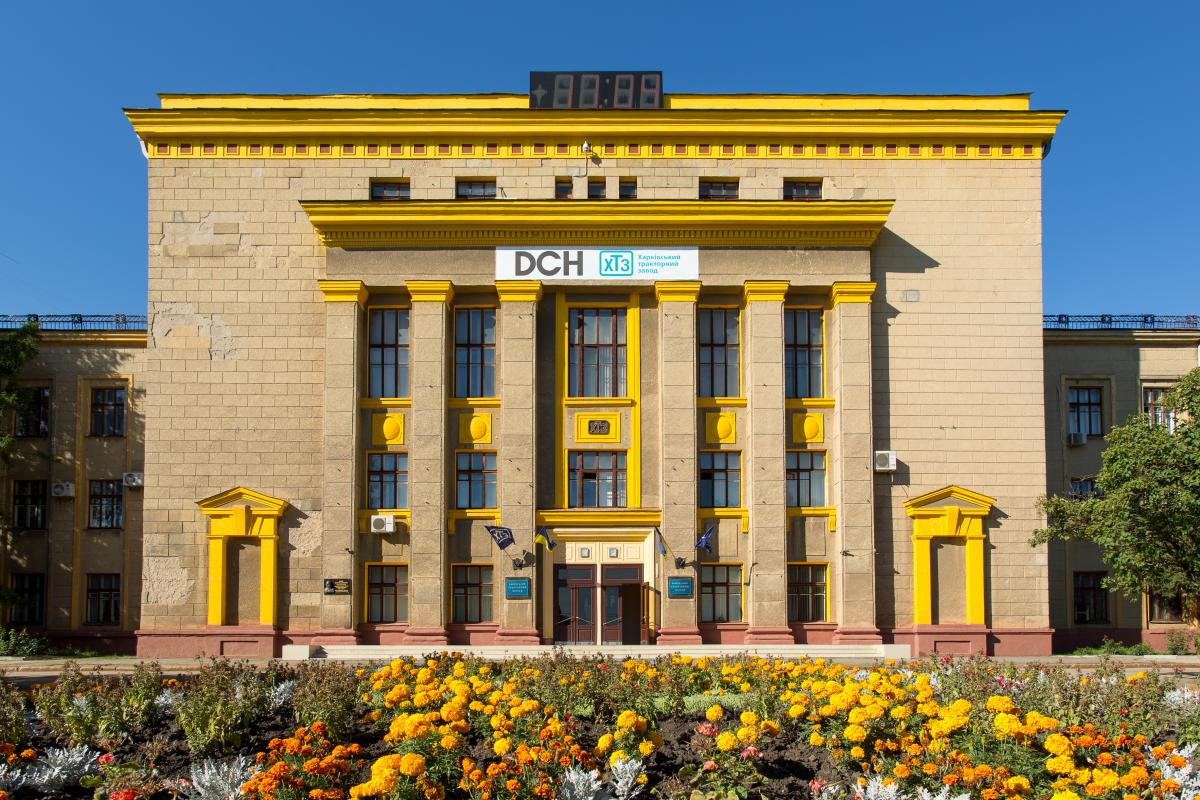
Заводоуправление ПАО «ХТЗ»

- Дом № 275. Главная контора ХТЗ. Построена в 1931 году архитекторами Ю. П. Афанасьевым и П. З. Крупко. В 1950 году проведена реконструкция архитектором И. С Хазановским.

### Вторая половина XX века
Во время Великой Отечественной войны начало проспекта, расположенное в историческом центре города, сильно пострадало. На месте разрушенных и повреждённых зданий центра города в 50-е годы были построены дома № 2, 3, 5, 10, 12 и 27. Комплексы жилых домов № 40 — 42 и № 96 — 96а, возведённые на западном берегу реки Харьков, строились одновременно с перестройкой центра с применением тех же стилевых приёмов:
- Дом № 2/2. Жилой дом построен архитектором П. И. Арешкином на протяжении 1954—1967 годов. Большой семиэтажный дом со встроенными магазинами на первом этаже занимает целый квартал между Площадью Конституции, проспектом Героев Харькова, переулком Короленко и Армянским переулком.
- Дом № 3. Жилой дом архитекторов Д. Р. Торубарова и В. С. Донского построен в 1952 году. Восьмиэтажное здание имеет двухэтажный рустованный цоколь. Верхний этаж выполнен в виде мансарды. При оформлении использовались украинские национальные мотивы. Срезанный угол дома, выходящий на перекресток проспекта с переулком Короленко, украшен декоративным щипцом (подражание украинской архитектуре XVII века). 6 и 7 этажи украшены лепными орнаментами.
- Дом № 5. Жилой дом построен архитектором Е. А. Любомиловой в 1954 году. Выполнен в подобном дому № 3 стиле, но более упрощённый и без мансарды. У этого пятиэтажного здания такой же срезанный угол м рустованные первые два этажа. Балконы, начинающиеся с третьего этажа, украшены лепными украинскими орнаментами.
- Дома № 10 и № 12. Восточная четырёхэтажная часть дома (№ 12) была построена в 1953 году архитектором В. Векслером, западная пятиэтажная (№ 10) построена в 1954 году архитектором В. М. Квашой. Дом сооружён в упрощённом стиле классицизма. Здание строилось для харьковского отделения Всесоюзного государственного проектного института Атомтеплоэлектропроект.
- Дом № 27. Жилой дом архитекторов П. И. Русинова и Я. И. Лившица построен в 1956 году для рабочих Харьковского завода транспортного машиностроения имени В. А. Малышева. Пятиэтажный дом имеет рустованный высокий первый этаж. Средняя часть семиэтажная с арочным проездом во двор. Начиная со второго этажа здание облицовано керамической плиткой под тёсаный камень. Два верхних этажа средней части и эркеры крыльев украшены пилястрами. Здание построено на площади перед Харьковским мостом ну углу с Харьковской набережной. По первоначальному плану архитекторов на другой стороне площади, застроенной двух-трёхэтажными домами, для симметрии должны были построить такое же по стилистике и объёму здание, но данные планы не были осуществлены.
- Дом № 40/42. Жилой пятиэтажный дом из двух объёмов, построенный в 1953 году архитектором Л. И. Соколовской. Расположен в месте примыкания к проспекту улицы Богдана Хмельницкого. Фасады украшены декоративной лепкой со стилистикой украинского народного орнамента. Высокий каменный парапет выполнен в стиле барокко.
- Дом № 75 — Харьковский региональный институт государственного управления Национальной академии государственного управления при Президенте Украины (бывший Дом политического просвещения). Построен в 1979 г. по проекту Б. Г. Клейна, А. В. Ткаченко и В. Г. Симонюк.

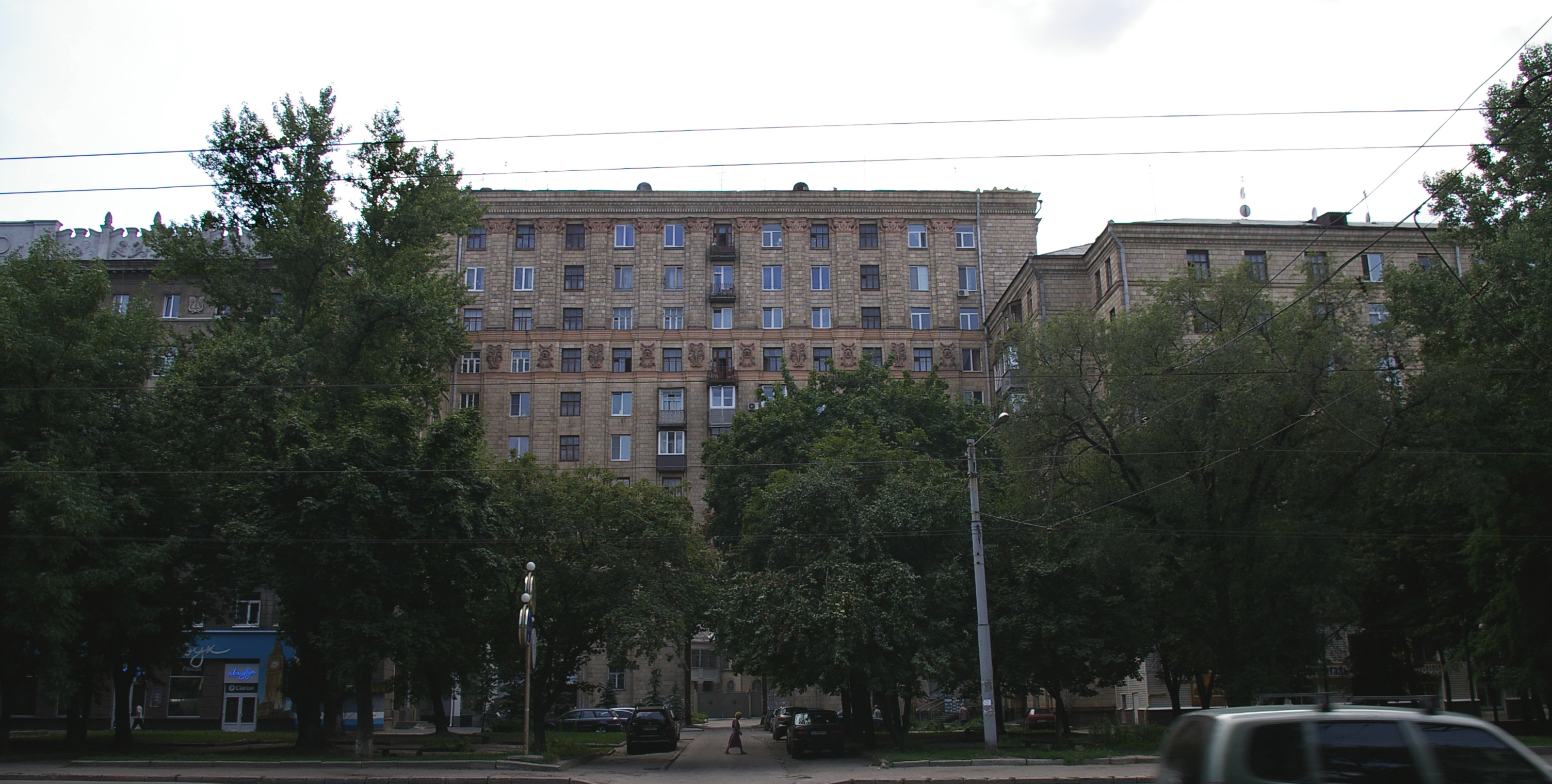
Дом № 96-А

- Дома № 96 и 96а. Комплекс жилых домов. Строительство дома № 96 началось в 1936 году архитектором Л. Г. Любарским. Окончание строительства в 1950 году и реконструкцию 1956 года проводили архитекторы В. П. Костенко и Ю. Н. Чеботарёва. Дом семиэтажный и имеет башнеобразную надстройку на углу. Лестничные клетки расположены в арочных нишах. Высота пилястр убывает с каждым этажом. У дома высокий и нарядный парапет с лепными украшениями. Дом № 96а построен архитекторами B. C. Донским, B. C. Выродовым и А. П. Бондаренко. Дом восьми-одиннадцатиэтажный с арочным проездом во двор. Двухъярусные пилястры украшены лепными гербами и капителями[13].

### Храмы
До революции в местах пересечения Старомосковской улицей площадей стояли крупные каменные храмы. При городских учебных заведениях сооружались домовые церкви. При реальном училище по проекту архитектора Б. Г. Михайловского со двора была пристроена домовая церковь. Первая мужская гимназия также имела свой домовой храм, обустроенный в 1845 году. У казарм Тамбовского полка была построена военная домовая церковь в 1901 году. На территории Николаевской больницы на протяжении 1895—1907 годов по проекту В. Х. Немкина была построена Николаевская церковь. После прихода к власти большевиков отдельно стоящие храмы были разрушены, а домовые церкви, встроенные в здания, были переоборудованы.
Вознесенский храм. Располагался на Вознесенской площади. Первое упоминание в Куряжских записях о деревянном Вознесенском храме относится к 1687 году. Второй деревянный храм на этом месте был освящён в 1733 году. Между 1780 и 1785 годами он сгорел. В 1794 году взамен сгоревшего был построен большой трёхпрестольный деревянный храм с каменным фундаментом. В 1862 году храм вместе с иконостасом был продан для разборки и последующей установки в селе Георгиевск Валковского уезда. В 1863 году заложен новый каменный трёхпрестольный храм. Строительство завершилось в 1876 году. Левый престол освящён в честь святого евангелиста Иоанна Богослова, главный престол — в честь Вознесения Господня, правый престол — в честь святого великомученика Пантелеимона. Храм имел пять куполов и высокую колокольню.
Михайловский храм. Располагался на Площади Героев Небесной сотни. Деревянный Михайловский храм был построен в 1711 году. 10 сентября 1783 года был заложен новый каменный храм. Строительство завершилось через четыре года и 6 сентября 1787 года церковь была освящена. Из старого храма в новый был перенесён иконостас. Старый храм не сносили и пока не была построена новая колокольня, пользовались колокольней деревянной церкви. Позже было решено расширить храм и на протяжении 1794—1795 годов шло строительство притвора с западной стороны и каменной колокольни. В 1797 году церковный двор обнесли деревянным забором. Левый престол трёхпрестольного храма освящён в честь святого великомученика Георгия Победоносца, главный престол — в честь святого Архистратига Михаила, правый престол — в честь святых равноапостольных Константина и Ольги.
Храм Святого Духа. Каменный трёхпрестольный храм на Конной площади был построен в 1854 году. Левый престол освящён в честь святого Василия Великого, главный престол — в честь сошествия Святого Духа, правый престол — в честь святых Андриана и Натальи.

## Памятники

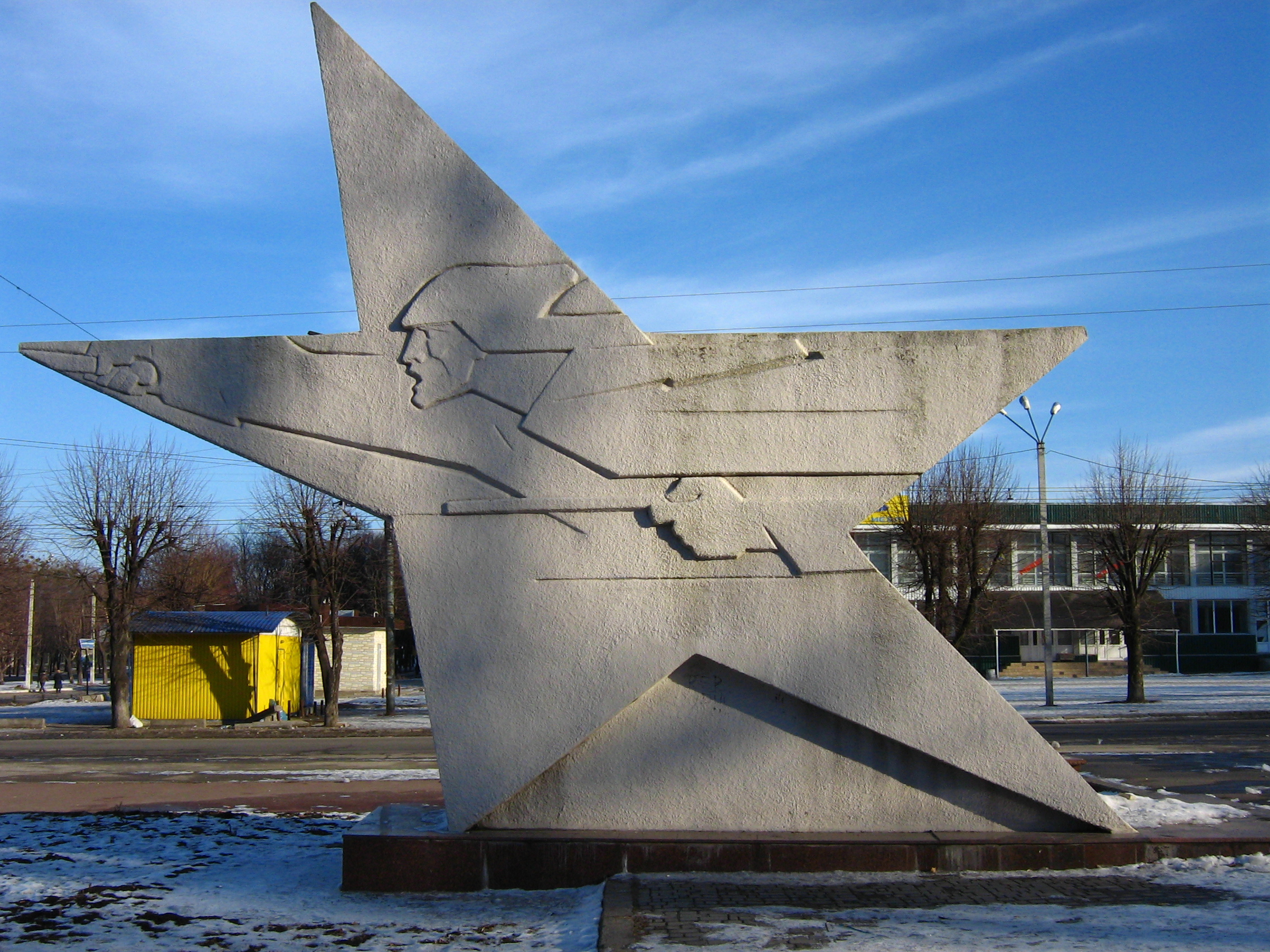
Памятник в виде звезды, в честь героических воинов Красной армии, расположенный на пересечении проспекта Героев Харькова и улицы Харьковских дивизий. 1973

В сквере площади Героев Небесной сотни расположена могила героя Гражданской войны, начальника харьковской Красной гвардии в 1917—1918 годах, члена Военного совета Донецко-Криворожской республики, большевика Николая Александровича Руднева. Он погиб в 1918 году, возглавляя штаб 5-й Украинской армии, в боях с белогвардейцами под Царицыном. В декабре 1959 года на этой площади у Московского проспекта напротив здания Технического университета сельского хозяйства был установлен памятник. Архитектор памятника В. Якименко, скульптор В. Воловик. Бронзовая статуя установлена на постаменте из чёрного полированного гранита. На постаменте надпись на украинском языке: «Героєві громадянської війни Миколі Рудневу — трудящі Харківщини» (герою гражданской войны Николаю Рудневу — трудящиеся Харьковщины).

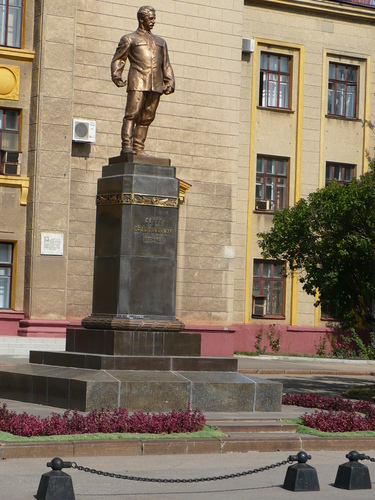
С. Орджоникидзе перед ХТЗ

В 1956 году на площади перед главной конторой Харьковского тракторного завода, в самом начале проспекта Серго Орджоникидзе был открыт памятник советскому государственному и партийному деятелю Григорию Константиновичу Орджоникидзе (1886—1937). Орджоникидзе в 1918 году организовывал оборону Харькова от австро-немецких войск, а в 1919 году принимал участие в захвате города, на то время удерживаемого деникинцами. Скульптор памятника С. Троидзе. Бронзовая статуя установлена на постаменте из серого гранита.
К 300-летию со дня основания Харькова на основных дорогах при выезде из города сооружались пилоны. На Московском проспекте тоже были построены два пилона — по одному с каждой стороны дороги. Сейчас они располагаются в пределах городской черты, перед перекрёстком проспекта с выездом из 761-го микрорайона, примыкающего к окружной дороге.
На протяжении 1990—2000-х годов на 9 гектарах в урочище, расположенного в месте пересечения Московского проспекта с окружной автодорогой, проводится строительство Мемориала жертв фашистского геноцида «Дробицкий Яр», который получил известность как место массовых расстрелов гражданского населения, осуществлявшихся нацистскими оккупационными войсками в 1941—1942 годах. По данным Государственного архива Харьковской области, было расстреляно около 16—20 тысяч человек. Были построены такие объекты, как знак менора, автодорога к мемориальному комплексу, аллея, памятник-монумент и Траурный зал с Чашей скорби.
На перекрёстке проспекта и улицы 12 апреля на месте бараков, в которых располагалось еврейское гетто, 30 апреля 1992 года была сооружена стена плача. 2 мая 2000 года он была реконструирована. Там же 9 сентября 1995 года был установлен памятный знак «Спасителям — праведникам мира».

## Инженерные сооружения
Харьковский мост. Строительство нового бетонного моста через реку Харьков было завершено в 1954 году. Открытие было приурочено к 300-летию объединения Украины и России, что нашло отражение в оформлении моста. Он украшен скульптурами на гранитных постаментах, расположенных на западном берегу. Одна из скульптурных групп символизирует единство украинского и русского народов. Перила и столбы для освещения (четыре столба с каждой стороны) отлиты из чугуна. Мост расположен низко над водой, имеет две дополнительные опоры на реке. По мосту осуществляется двустороннее движение автотранспорта по четырёхполосной дороге. Посередине моста проложены трамвайные пути.
Корсиковский путепровод. Путепровод через Балашовскую линию железной дороги первоначально был построен в 1928 году. После боёв Великой Отечественной войны его пришлось строить заново. Новый мост был сооружён в 1944 году. По мосту осуществляется двустороннее движение автотранспорта по четырёхполосной дороге с трамвайными путями посередине.
Салтовский путепровод. Двухуровневая развязка с проспектом Льва Ландау сооружена в районе станции метро «Турбоатом». Проспект Льва Ландау проходит по шестиполосному мосту над проспектом Героев Харькова. Развязка представляет собой неполный «кленовый лист» с отсутствующими северо-восточными съездами, что привело к необходимости установки светофора на проспекте Героев Харькова с восточной стороны развязки у здания полиграфического комбината.
Лосевский путепровод. Построен в 1955 году. Находится в районе завода «Южкабель» и станции метро «Имени А. С. Масельского». Проходит над железнодорожными путями и представляет собой съезд с проспекта Тракторостроителей на проспект Героев Харькова в сторону центра города. Путепровод в начале XXI века был признан аварийным и с ноября 2007 года по сентябрь 2008 закрыт на реконструкцию. Объезд осуществляется через узкую двухполосную Северную улицу с железнодорожным переездом при выезде на проспект.
Путепровод через железнодорожную линию в районе Плиточного завода. По мосту осуществляется двустороннее движение автотранспорта по шестиполосной дороге.
Двухуровневая развязка с Харьковской окружной дорогой. Окружная проходит по четырёхполосному мосту над проспектом. В этом месте проспект заканчивается и на границе города переходит в четырёхполосную международную автостраду E 40. Развязка типа «клеверный лист» имеет также дополнительный съезд на бульвар Сергея Грицевца, ведущий в микрорайон Горизонт — один из немногих микрорайонов Харькова, расположенных за окружной дорогой.

## Транспорт
Проспект Героев Харькова — одна из важнейших транспортных магистралей Харькова. По нему проходит множество маршрутов городского общественного транспорта. Вдоль проспект Героя Харькова с северной стороны проходит железнодорожная линия, построенная для снабжения крупных заводов, расположенных вдоль проспекта. По проспекту осуществляется выезд из города на Харьковскую окружную и международную автостраду E40 в направлении Донбасса и Ростова-на-Дону.
Параллельно проспекту Героев Харькова проходит Холодногорско-Заводская линия Харьковского метрополитена, со станциями:
- Турбоатом;
- Дворец Спорта;
- Армейская;
- Имени А. С. Масельского;
- Тракторный завод;
- Индустриальная.

В начале проспекта на площади Конституции расположен пересадочный узел между Холодногорско-Заводской и Салтовской линиями метро, состоящий из станций «Площадь Конституции» и «Исторический музей». В районе площади Защитников Украины на Алексеевской линии расположена станция метро «Защитников Украины».
Наземный городской транспорт:
- трамвайные маршруты: 5, 6, 8, 23, 26, 27;
- троллейбусные маршруты: 3, 7, 13, 20, 31, 36, 45, 46, 51, 52, 53, 54;
- автобусные маршруты: 9, 11т, 14т, 15э, 15т, 102э, 121э, 137э, 147э, 205э, 211т, 214т, 216т, 227т, 131п, 234э, 242э, 249э, 251э, 251т, 259э, 259т, 261э, 261т, 262э, 262т, 267т, 276т, 284т.

Пригородный транспорт группируется вокруг пересадочных узлов, образованных у двух последних станций метро на Холодногорско-Заводской линии:
- станция метро «Тракторный завод», железнодорожная станция Лосево I и остановка пригородных автобусов, обслуживающая ближний пригород (сёла Кулиничи, Ольховка, Логачевка, Радгоспное, Хролы, Верхняя Роганка)[19];
- станция метро «Индустриальная», железнодорожная станция Лосево II и автостанция «Заводская», обслуживающая старосалтовское и чугуевское направления[20].

## Промышленность и наука

### Крупные промышленные предприятия

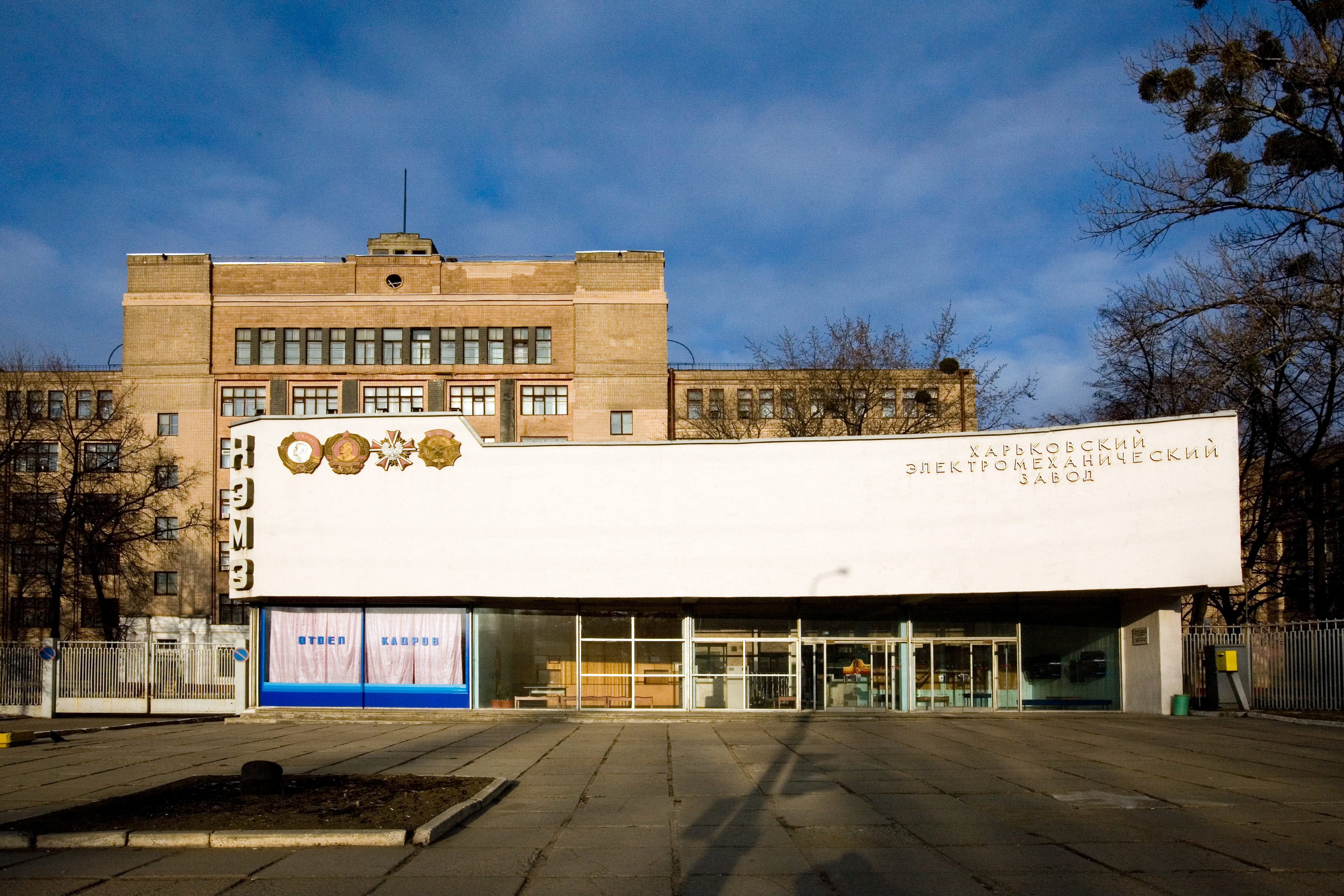
Проходная завода ХЭМЗ

Вдоль проспекта Героев Харькова расположено много крупных харьковских предприятий и организации. За это в советское время он часто назывался «аллея гигантов».
Моторостроительный завод «Серп и Молот» (проспект Героев Харькова, 183). Основан в 1882 году для производства сельскохозяйственных машин. В 1918 году завод национализирован, в ноябре 1922 года «Товарищество М. Гельферих-Саде» было переименовано в «Серп и молот». В 1941 году был эвакуирован на Урал. В послевоенное время завод восстановлен и начал специализироваться на выпуске тракторных и комбайновых двигателей, что позволило полностью прекратить их выпуск на ХТЗ и Волгоградском тракторном заводе. 3 октября 2005 года суд признал завод банкротом. На бывшей территории завода планируется разместить торгово-офисные, жилые, производственные, складские и развлекательные объекты. Часть заводских зданий будет снесена, а часть подвергнута реконструкции.
Харьковский велосипедный завод имени Г. И. Петровского («ХВЗ», проспект Героев Харькова, 118). С момента основания в 1923 году и до начала Великой Отечественной войны выпустил более 1 млн велосипедов. В 1941 году был эвакуирован в Бухару. В послевоенные годы восстановлен и в 1980-е годы довёл производственные мощности до 1 млн велосипедов в год. Выпускал велосипеды различных марок, в том числе «Украина», «Спутник» и «Турист». В 1990-е годы резко сократил производство.
Харьковский электромеханический завод («ХЭМЗ», проспект Героев Харькова, 199). Был основан в 1915 году на базе эвакуированного из Риги в связи с войной завода Всемирной электрической компании. Завод специализируется на производстве крупных электрических машин, электродвигателей до 100 кВт, тиристорных электроприводов, разнообразного низковольтного и высоковольтного оборудования. Из спецзаказов, выполненных заводом, следует отметить производство сверхмощных тиристорных источников питания для исследовательских термоядерных реакторов типа токамак.

Проспект около завода «Турбоатом» (пересечение с Энергетической и Плехановской улицами)

Турбоатом (проспект Героев Харькова, 199). Начато сооружение завода в 1934 году. В 1935 году выпустил первую паровую турбину 50 тысяч кВт, а 1938 — уже 100 кВт. После восстановления в 1940-е годы, завод продолжил выпуск турбин большой мощности. С 1953 года освоил выпуск турбин для гидроэлектростанций. В дальнейшем начал поставки турбин для атомных электростанций.
Электротяжмаш (проспект Героев Харькова, 299). Завод основан в 1946 году. К 1980-м годам он стал одним из крупнейших в советской электротехнической промышленности, являлся важнейшим в СССР производителем мощных турбогенераторов для тепловых и атомных электростанций, гидрогенераторов вертикального, горизонтального и капсульного исполнения для обычных и гидроаккумулирующих гидроэлектростанций, крупных электрических машин и тепловозного электрооборудования.
Дом прессы (проспект Героев Харькова, 247). Полиграфический комбинат «Социалистическая Харьковщина» строился на протяжении 1968—1975 годов. Два корпуса отведено под типографии. В четырнадцатиэтажном главном корпусе располагались редакции областных газет и Харьковская областная организация Союза журналистов.
Харьковский завод металлоконструкций (проспект Героев Харькова, 251). Образован в 1947 году на базе треста «Южмонтажстрой», который создавался для обеспечения строек тракторного и турбинного заводов. Специализация предприятия — металлоконструкции для промышленного строительства.
Завод «Кондиционер» им. 50-летия СССР (проспект Героев Харькова, 257). Основан в 1933 году, выпускал сантехнику и отопительно-вентиляционное оборудование. С 1960 года начат выпуск кондиционеров большой производительности. Центральными кондиционерами производства харьковского завода были оборудованы все метрополитены страны, Кремлёвский Дворец съездов и Большой театр. После распада СССР завод обанкротился.
Харьковский тракторный завод имени Серго Орджоникидзе («ХТЗ», проспект Героев Харькова, 275). Строительство началось в 1930 году. 1 октября 1921 года начался выпуск колёсных тракторов. В 1937 году были выпущены первые гусеничные тракторы. Во время войны был эвакуирован в город Рубцовск, где на его базы создан Алтайский тракторный завод. В послевоенные годы завод быстро восстановили и уже в 1948 году он достиг довоенного уровня производства. 16 июня 1982 года заводом был выпущен двухмиллионный трактор.
Харьковский станкостроительный завод им. Косиора (проспект Героев Харькова, 277). Построен в 1936 году, вначале производил как круглошлифовальные, так и радиально-сверлильные станки. После Великой Отечественной войны был восстановлен и стал специализироваться на производстве различных модификаций круглошлифовальных станков. Стал одним из ведущих станкостроительных предприятий СССР.
Харьковский плиточный завод (проспект Героев Харькова, 297). Строительство завода начато в 1936 году, а закончено только в 1946. В 1973 году завод выпустил свой 100-миллионный квадратный метр плитки. Завод выпускает облицовочные, фасадные, метлахские плитки. В сентябре 2007 года предприятие первым среди плиточных заводов стран СНГ начало производство керамической плитки одинарного обжига (монокоттура).

### Научно-исследовательские институты и конструкторские бюро
На проспекте расположен целый ряд научно-исследовательских институтов: Институт растениеводства имени В. Я. Юрьева Украинской академии наук Украины (проспект Героев Харькова, 142),
Украинский государственный институт по проектирования заводов тяжёлого машиностроения (проспект Героев Харькова, 151), НИИ статистики Государственного комитета статистики Украины (проспект Героев Харькова, 204/2), Научно-исследовательский институт-полигон мобильной техники (проспект Героев Харькова, 275) и Научно-производственное объединение НИИ «Кондиционер» (проспект Героев Харькова, 257). Также на проспекте находятся Особое конструкторское бюро комплектных устройств (проспект Героев Харькова, 138а) и Опытно-конструкторское бюро шлифовальных станков (проспект Героев Харькова, 277).

## Торговля и услуги

### Торговля

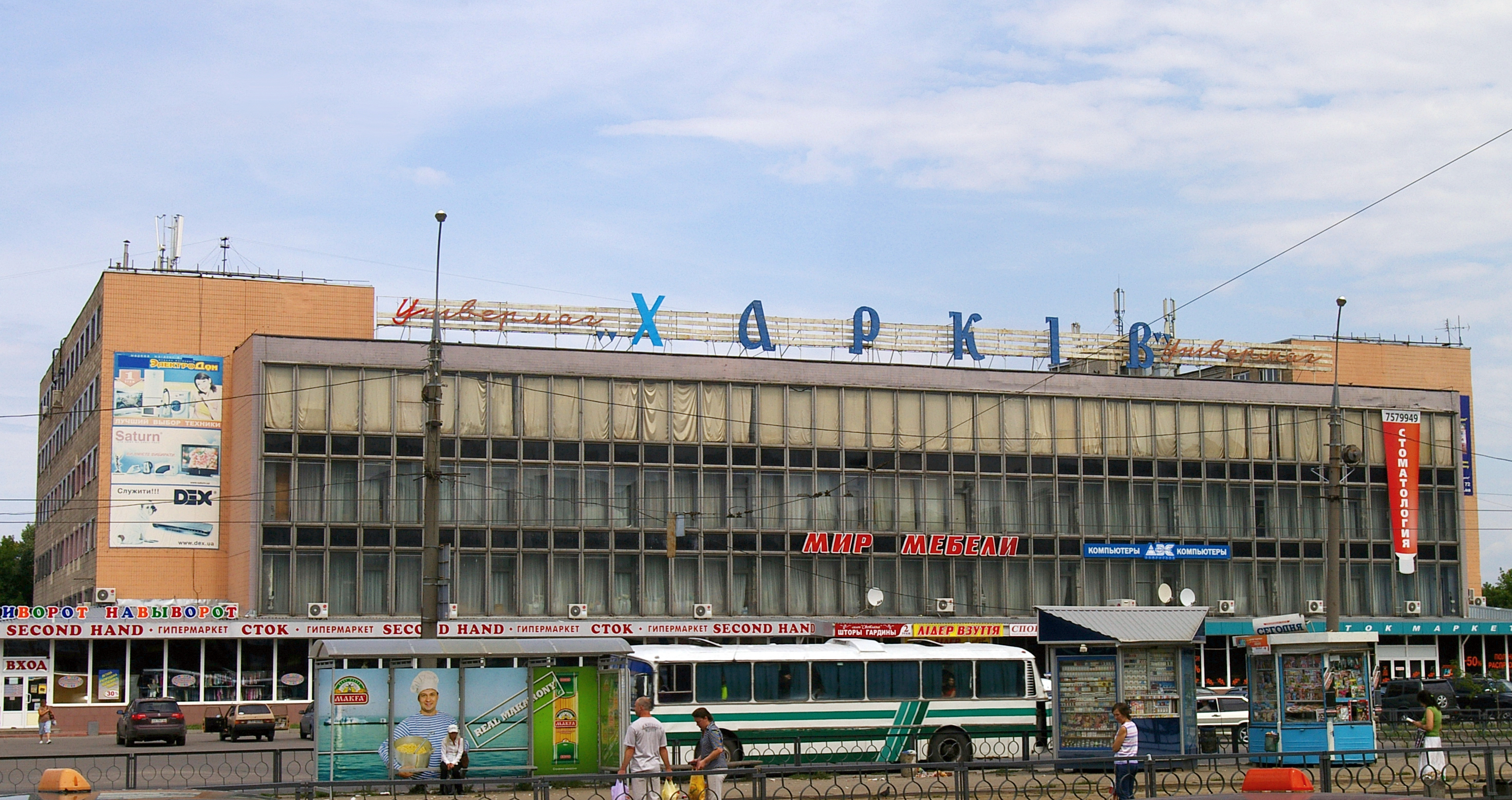

На первых этажах многих зданий расположены офисы и магазины. В советский период самый крупный магазин на проспекте был открыт в 1968 году — универмаг «Харьков» (проспект Героев Харькова, 137). Тогда это был крупнейший универмаг Харькова и один из крупнейших на Украине. Трёхэтажное здание, сооружённое по переработанному типовому проекту архитекторами Н. Д. Евсиковым, А. П. Бондаренко и А. Г. Зайковской, было оборудовано эскалаторами и системой кондиционирования воздуха. Общая торговая площадь универсама составляла 5600 м². Предоставлялись такие дополнительные услуги как детская комната, камеры хранения и доставка товаров на дом. Фасад универмага прошел кардинальную реконструкцию в стиле современных веяний торгово-офисной архитектуры весной 2012 года, восстановлены подземные пешеходные переходы от здания универмага в сторону станции метро и сквера. В 1965 году был открыт крупный специализированный магазин «Дом мебели» (проспект Героев Харькова, 196а). Двухэтажное здание крупного мебельного магазина, сблокированное с продуктовым магазином и рестораном, построено по проекту архитектора В. Я. Рабиновича.
В 1990—2000-е годы на проспекте началось строительство супермаркетов и торговых центров, в частности «МКС», «Восторг», «Таргет», «Класс», «Мегамакс» и др. В районе площади Защитников Украины расположен один из старейших рынков города — Конный рынок. Также возникли небольшие рынки возле выходов из станций метро.

### Гостиницы
На проспекте Героев Харькова расположены несколько гостиниц:
- Mirax Boutique Hotel
- Турист
- Добрый. Мини-отель
- Гостиный Дом
- Siesta

## Социальная сфера

### Здравоохранение
На проспекте расположены следующие государственные лечебные учреждения:
- 6-я стоматологическая поликлиника Московского района (дом № 37). В ней имеется зуботехническая лаборатория, ортопедическое и два терапевтических отделения. Здание построено в 1894 году, первоначально в нём размещалось ремесленное училище.

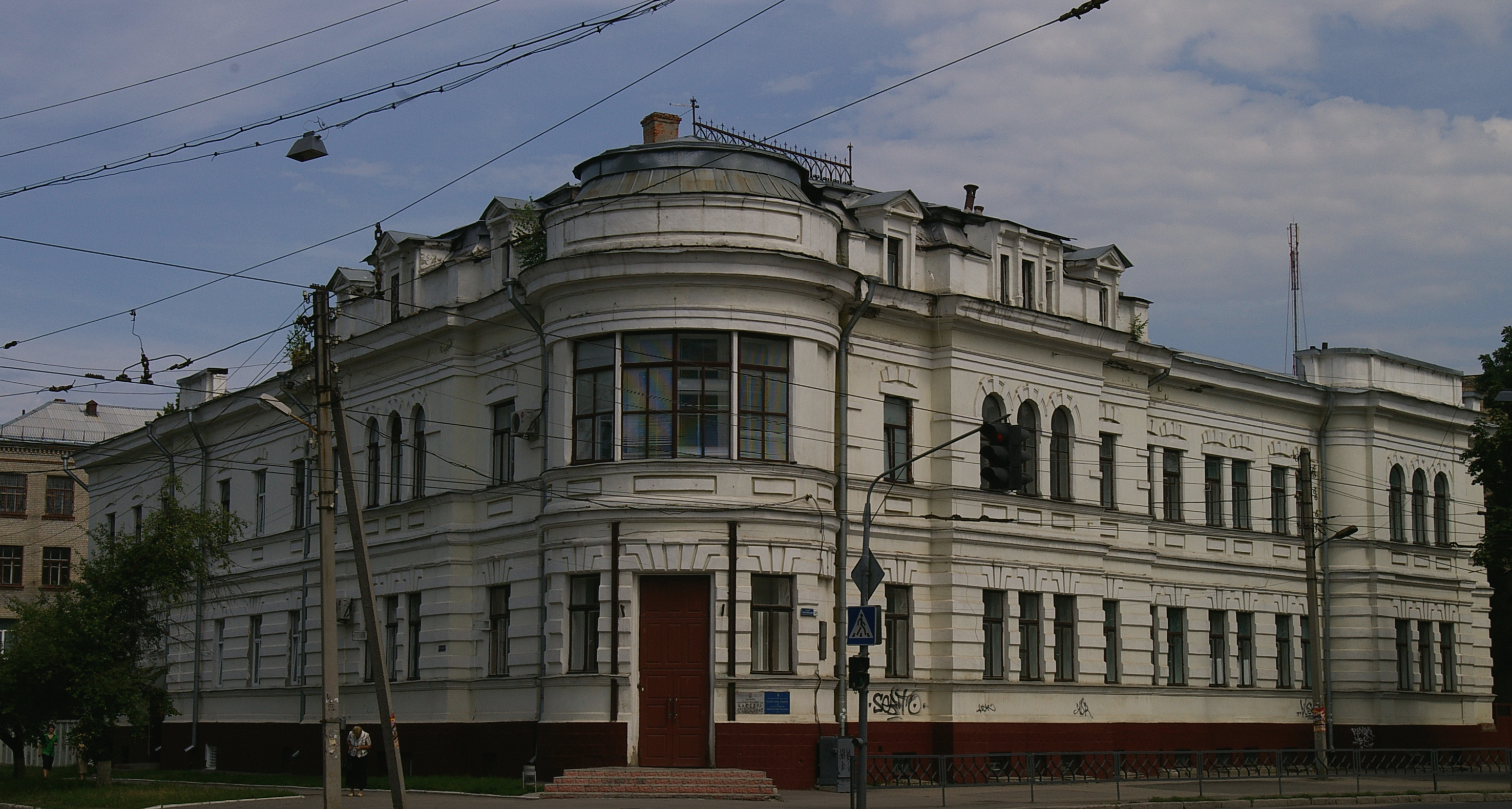
2-й роддом

- 2-й родильный дом (дом № 145), построен в 1901 как «Женская помощь», арх. В. И. Коляновский.
- 12-я городская детская поликлиника (дом № 153). Поликлиника имеет физиотерапевтическое и четыре педиатрических отделения.
- 20-я городская поликлиника (дом № 179). У поликлиники есть баклаборатория, стоматологическое отделение, женская консультация, терапевтическое и поликлинические отделения.
- Областной клинический центр урологии и нефрологии им. В. И. Шаповала (дом № 195). При центре существуют кафедры Харьковского государственного медицинского университета и ХМАПО. Существующие отделения: два общеурологических, урологическое, онкологической урологии, урогенитального туберкулёза, детское урологическое, андрологическое, хронического гемодиализа, нефрологическое и отделение малоинвазивных методов лечения.
- 2-я городская клиническая больница (дом № 197). Больница имеет следующие отделения: гастроэнтерологическое, патологоанатомическое, проктологическое, реанимационное, рентгенологическое, физиотерапевтическое, два хирургических, эндокринологическое и травматологическое. Построена в 1927 году как «образцовая рабочая поликлиника».
- Городской клинический противотуберкулёзный диспансер № 1 (дом № 197).

Лечебные учреждения крупных предприятий:
- 17-я Харьковская городская клиническая многопрофильная больница (дом № 195). Больница состоит из семи корпусов (терапия, хирургия, патанатомия, электроводогрязелечебница, детская травматология, «Хоспис» и администрация) в которых расположены 17 отделений. Основана в 1900 году. До революции носила название Николаевской больницы.
- Медико-санитарная часть ОАО «ХТЗ» (дом № 275). Существующие отделения: женская консультация, зубопротезное, неврологическое, стоматологическое и терапевтическое.
- Медико-санитарное подразделение ГП «Электротяжмаш» (дом № 299).

Также на проспекте есть санитарно-эпидемиологическая станция Немышлянского района (дом № 140) и три бывшие государственные аптеки, построенные при СССР. Частных лечебных учреждений на проспекте почти нет, за исключением стоматологической клиники «Все 32».

### Образование

Дом № 75 — общественное здание

Дошкольное образование представлено четырьмя детскими садами (проспект Героев Харькова, 212/1, № 208/2, № 296а и № 298а). Среднее образование обеспечивают общеобразовательная школа № 72 (дом 246) и специализированная школа № 155 (дом 318а). Также действуют Харьковский профессиональный лицей строительства и коммунального хозяйства (дом 19), Харьковский индустриально-педагогический техникум (дом 24) и технический университет сельского хозяйства (дом 45), Харьковский финансово-экономический институт (дом 138а) и Харьковский региональный институт государственного управления Национальной академии государственного управления при Президенте Украины (дом 75).

### Спорт

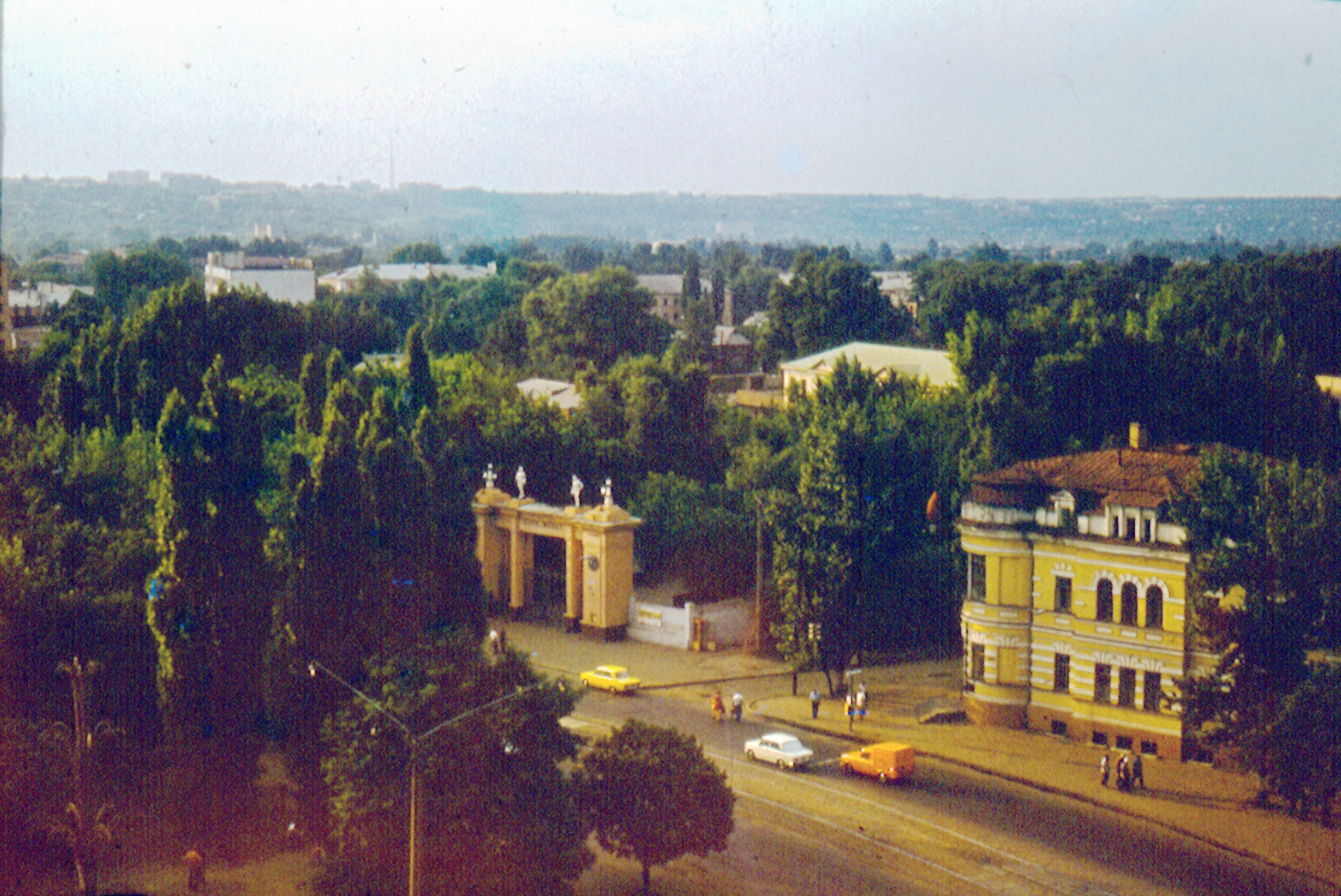
Стадион «Серп и Молот» в 1981

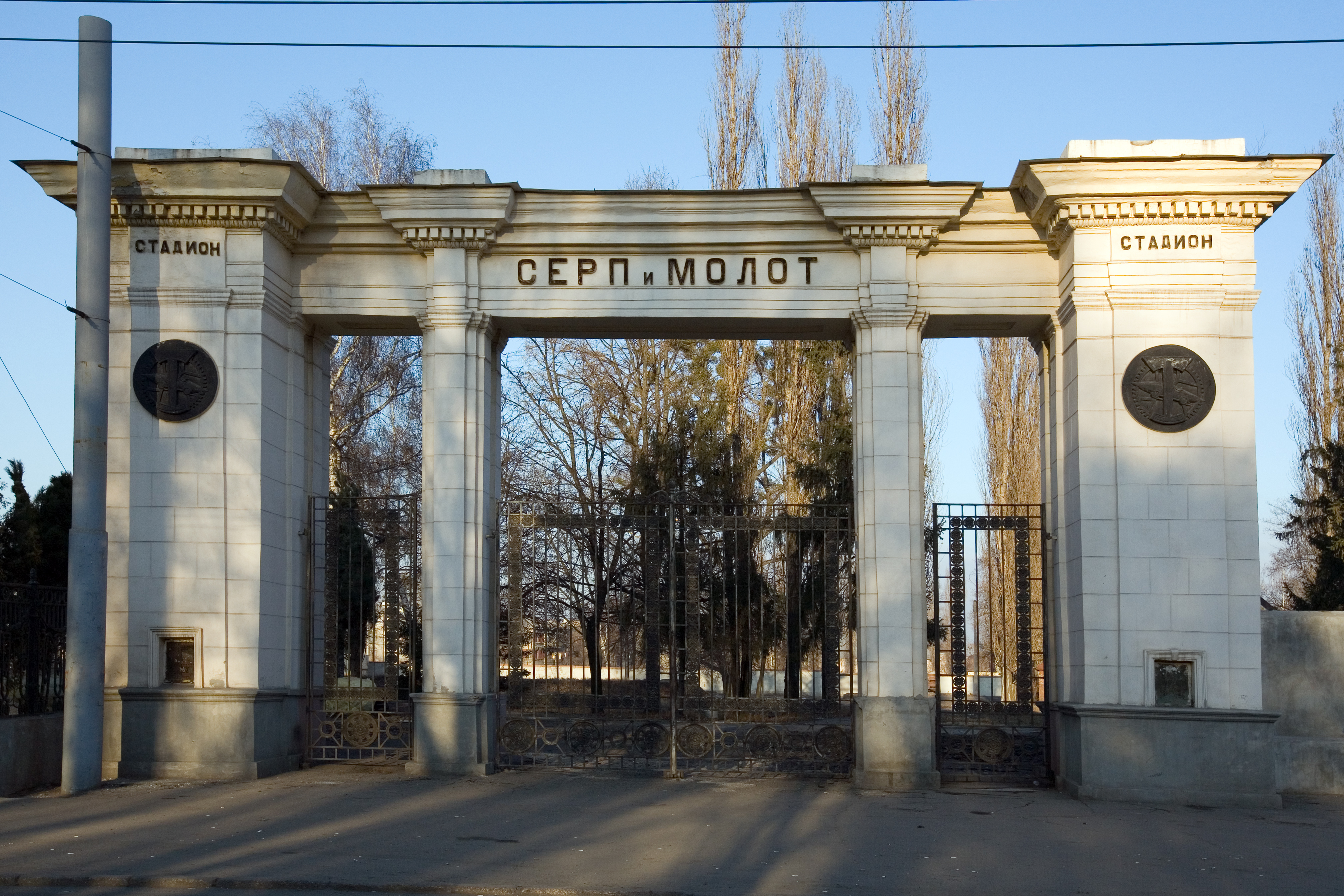
Стадион «Серп и Молот» в 2008

Спортивные комплексы представлены Государственным экспериментальным учебно-спортивным центром Украины по лёгкой атлетике в городе Харькове (проспект Героев Харькова, 246а) и областным спортивным комплексом «ХТЗ» (дом 244/1). Также здесь расположен ряд спортивных обществ и организаций: Харьковская областная федерация кикбоксинга (дом 44), физкультурно-спортивное общество «Спартак» (дом 94) и Школа высшего спортивного мастерства Государственного экспериментального учебно-спортивного центра Украины по лёгкой атлетике в городе Харькове (дом 246а).

### Парки и скверы
Вдоль проспекта Героев Харькова расположился ряд скверов и парков. На западном берегу реки Харьков расположен небольшой сквер Гимназической набережной. На Площади Героев Небесной сотни также расположены небольшой сквер. Последний раз его реконструировали в 2011 году, когда восстановили центральную аллею к проспекту. На площади Защитников Украины расположен сквер ДК ХЭМЗ, реконструированный в 2011 году.
В районе пересечения с улицами Морозова и Энергетической находится парк Машиностроителей, заложенный в 1934 году. Парк площадью 100 гектаров создавался на протяжении 1934—1937 годов по проекту архитекторов В. И. Дюжих, Ю. В. Игнатовского и дендрологов А. И. Колесникова, К. Д. Кобезского. Вдоль аллей парка высажена липа крымская. В парке произрастает множество различных видов растений, в том числе посажены тополя, айва обыкновенная, медичия трёхколючковая, боярышник обыкновенный и различные плодовые деревья.
В районе ХТЗ между проспектом и улицей Мира расположен парк культуры и отдыха имени В. В. Маяковского площадью 80 гектаров. Он был организован в 1930-е годы в засаженной деревьями санитарно-защитной зоне между промышленными предприятиями, расположенными к северу от проспекта, и жилыми районами, находящимися с юга. Больше всего было высажено таких видов деревьев как клён американский, тополь серебристый, дуб черешчатый, берёза бородавочная и ива белая.

### Общественные организации
На проспекте находятся офисы многих общественных и политических организаций, в том числе: Харьковско-слобожанская областная паланка войска запорожского, Конгресс украинских националистов, Харьковское краевое братство ОУН-УПА, «За Украину, Белоруссию, Россию» («ЗУБР»), Всеукраинская общественная женская организация «Дар жизни» и Институт развития культуры и искусств.

## Проспект в искусстве
Владимир Беляев в своём романе «Старая крепость» (1959) упоминает Московскую улицу (участок проспекта от нынешней площади Конституции до Харьковского моста), ошибочно называя её Старо-Московской:

За углом Старо-Московской на стене кирпичного дома то вспыхивала, то гасла заманчивая надпись: Потрясающий захватывающий боевик «Акулы Нью-Йорка». Две серии в один сеанс. Нервным и детям вход воспрещён! Увидев эту надпись, я потерял голову.

Московский проспект упоминается в романе Олеся Гончара «Человек и оружие» (1960).
В романе Игоря Болгарина и Георгия Северского «Адъютант его превосходительства» (1968) присутствует Московская улица. Действие романа и его пятисерийной телевизионной экранизации (1969) в основном происходит в Харькове, в штабе Добровольческой армии.
Полковник белой Добровольческой армии Антон Туркул описывает в своей книге «Дроздовцы в огне» вступление Дроздовского полка в Харьков в июне 1919 года от станции Основа по Московской улице к Николаевской площади и бой на улице с красным бронеавтомобилем «Остин — Артём».

## Факты
- В 1879 году на углу Московской улицы и Дворянской (сейчас улицы Чигирина) киевский террорист Григорий Гольденберг убил харьковского генерал-губернатора князя Дмитрия Кропоткина — двоюродного брата знаменитого революционера-анархиста Петра Кропоткина. Гольденберг запрыгнул на подножку кареты князя, выстрелил в окно в упор, соскочил и скрылся. Это покушение оказало решающее влияние на решение Народной воли об убийстве царя Александра II 1 марта 1881 года. Городская дума после убийства переименовала Дворянскую улицу в память губернатора Кропоткина в Кропоткинскую.
- С 1870 года по начало XX века самое большое количество питейных заведений на одну городскую улицу — семь — находилось на короткой Старомосковской (отрезок проспекта от Николаевской площади до Харьковского моста)[27].
- Салтовский жилмассив строился как спальный район для рабочих ХТЗ и других крупных харьковских заводов, расположенных вдоль Московского проспекта, потому первая трамвайная линия (троллейбус и метро пришли на Салтовку значительно позднее) связала район не с центром города, а с заводской зоной на проспекте. В конце 1970-х — начале 1980-х годов маршрут 23-го трамвая Салтовка — Плиточный завод для своевременной перевозки рабочих на заводские смены обслуживали трёхвагонные системы.